# Bahnstrecke Zwönitz–Scheibenberg
| Ausschnitt der Streckenkarte Sachsen von 1902 |                               |                                  |                                  |
| Streckennummer: | 6674; sä. ZS                  |                                  |                                  |
| Kursbuchstrecke: | 142d (1934) 170m (1944, 1946) |                                  |                                  |
| Streckenlänge: | 26,239 km                     |                                  |                                  |
| Spurweite: | 1435 mm (Normalspur)          |                                  |                                  |
| Maximale Neigung: | 25 ‰                          |                                  |                                  |
| Minimaler Radius: | 200 m                         |                                  |                                  |
| |                               |                                  |                                  |
| \| \| \| von Chemnitz Süd \| \| \| \| \| von Chemnitz Hbf \| \| \| \| 0,000 \| Zwönitz (ehem. Inselbahnhof) \| 548 m \| \| \| \| nach Adorf (Vogtl) \| \| \| \| 1,790 \| Brücke Wirtschaftsweg (3,5 m) \| Brücke Wirtschaftsweg (3,5 m) \| \| \| 4,090 \| Brücke Fuchsbrunntal (63 m) \| Brücke Fuchsbrunntal (63 m) \| \| \| 5,780 \| Brücke Kuttenbachtal (87 m) \| Brücke Kuttenbachtal (87 m) \| \| \| 8,000 \| Bernsbach \| 660 m \| \| \| 8,700 \| Brücke Bernsbach (47 m) \| Brücke Bernsbach (47 m) \| \| \| 9,795 \| Anst Frankonia \| Anst Frankonia \| \| \| 10,920 \| Beierfeld \| 669 m \| \| \| 11,192 \| Scheitelpunkt \| 673 m \| \| \| 12,430 \| Viadukt Grünhain (185 m) \| Viadukt Grünhain (185 m) \| \| \| 12,790 \| Grünhain \| 644 m \| \| \| 13,330 \| Viadukt Göckeritztal (240 m) \| Viadukt Göckeritztal (240 m) \| \| \| 14,610 \| Viadukt Oswaldtal (136 m) \| Viadukt Oswaldtal (136 m) \| \| \| 18,150 \| Elterlein \| 629 m \| \| \| 19,220 \| Viadukt Schlangenbachtal (134 m) \| Viadukt Schlangenbachtal (134 m) \| \| \| 20,890 \| Viadukt Hermannsdorf (119 m) \| Viadukt Hermannsdorf (119 m) \| \| \| 21,500 \| Hermannsdorf \| 620 m \| \| \| \| von Schwarzenberg (Erzgeb) \| \| \| \| 26,240 \| Scheibenberg (ehem. Bahnhof) \| 623 m \| \| \| \| nach Annaberg-Buchholz Süd \| \| |                               |                                  |                                  |
| Strecke (außer Betrieb) |                               | von Chemnitz Süd                 | von Chemnitz Süd                 |
| Abzweig ehemals geradeaus und von links |                               | von Chemnitz Hbf                 | von Chemnitz Hbf                 |
| Bahnhof | 0,000                         | Zwönitz (ehem. Inselbahnhof)     | 548 m                            |
| Abzweig ehemals geradeaus und nach rechts |                               | nach Adorf (Vogtl)               | nach Adorf (Vogtl)               |
| Brücke (Strecke außer Betrieb) | 1,790                         | Brücke Wirtschaftsweg (3,5 m)    | Brücke Wirtschaftsweg (3,5 m)    |
| Brücke (Strecke außer Betrieb) | 4,090                         | Brücke Fuchsbrunntal (63 m)      | Brücke Fuchsbrunntal (63 m)      |
| Brücke (Strecke außer Betrieb) | 5,780                         | Brücke Kuttenbachtal (87 m)      | Brücke Kuttenbachtal (87 m)      |
| Bahnhof (Strecke außer Betrieb) | 8,000                         | Bernsbach                        | 660 m                            |
| Brücke (Strecke außer Betrieb) | 8,700                         | Brücke Bernsbach (47 m)          | Brücke Bernsbach (47 m)          |
| Abzweig geradeaus und nach rechts (Strecke außer Betrieb) | 9,795                         | Anst Frankonia                   | Anst Frankonia                   |
| Bahnhof (Strecke außer Betrieb) | 10,920                        | Beierfeld                        | 669 m                            |
| Kulminations-/Scheitelpunkt (Strecke außer Betrieb) | 11,192                        | Scheitelpunkt                    | 673 m                            |
| Brücke (Strecke außer Betrieb) | 12,430                        | Viadukt Grünhain (185 m)         | Viadukt Grünhain (185 m)         |
| Bahnhof (Strecke außer Betrieb) | 12,790                        | Grünhain                         | 644 m                            |
| Brücke (Strecke außer Betrieb) | 13,330                        | Viadukt Göckeritztal (240 m)     | Viadukt Göckeritztal (240 m)     |
| Brücke (Strecke außer Betrieb) | 14,610                        | Viadukt Oswaldtal (136 m)        | Viadukt Oswaldtal (136 m)        |
| Bahnhof (Strecke außer Betrieb) | 18,150                        | Elterlein                        | 629 m                            |
| Brücke (Strecke außer Betrieb) | 19,220                        | Viadukt Schlangenbachtal (134 m) | Viadukt Schlangenbachtal (134 m) |
| Brücke (Strecke außer Betrieb) | 20,890                        | Viadukt Hermannsdorf (119 m)     | Viadukt Hermannsdorf (119 m)     |
| Haltepunkt / Haltestelle (Strecke außer Betrieb) | 21,500                        | Hermannsdorf                     | 620 m                            |
| Abzweig ehemals geradeaus und von rechts |                               | von Schwarzenberg (Erzgeb)       | von Schwarzenberg (Erzgeb)       |
| Haltepunkt / Haltestelle | 26,240                        | Scheibenberg (ehem. Bahnhof)     | 623 m                            |
| Strecke |                               | nach Annaberg-Buchholz Süd       | nach Annaberg-Buchholz Süd       |

Die Bahnstrecke Zwönitz–Scheibenberg war eine Nebenbahn in Sachsen. Die auch als Erzgebirgische Panoramabahn beziehungsweise obererzgebirgische Aussichtsbahn bekannte Strecke verlief von Zwönitz über Beierfeld und Elterlein nach Scheibenberg. Der größte Teil der Strecke wurde 1947 als Reparationsleistung für die Sowjetunion abgebaut. Der Streckenrest zwischen Elterlein und Scheibenberg wurde in den 1960er Jahren stillgelegt.

## Geschichte

### Vorgeschichte und Bau
Die damalige Staatsregierung hielt den Bau der Bahnstrecke aus folgenden Gründen für zweckmäßig:
- die allgemein nicht unwesentliche Abkürzung der bis dahin bestehenden Transportwege,
- die Verringerung der Entfernung für den Kohlebezug aus dem Lugau-Oelsnitzer Steinkohlenrevier in die Annaberger Gegend,
- eine Verringerung der Entfernung für den Bezug böhmischer Braunkohle über Weipert in die Zwönitzer Gegend und
- die Abfuhr der Kohlen und der Rohmaterialien aus Bernsbach.

Nach Beendigung der Vermessungsarbeiten im November 1896 wurde unter anderem bekannt, dass bei den Kilometerpunkten 10,5 und 12,0 der von Grünhain nach Sachsenfeld führende Wasserstollen des ehemaligen Grünhainer Klosters die zukünftige Bahnstrecke kreuzt, sowie beim Kilometerpunkt 23,25 eine bis dahin ungangbare Halde nahezu abgetragen werden muss. Im Juli 1898 wurde mit dem Bau dieser Verbindungsstrecke begonnen.
Die Ausschreibung für die sieben Talbrücken wurde im September 1898 beendet. Daran beteiligten sich u. a. die Firma Aug. Klönne Dortmund und bot 883.700,00 Mark für die Erbauung aller Brücken, sowie die AG Königin-Marien-Hütte Cainsdorf mit 917.600,00 Mark.
Für den ersten Teilabschnitt Zwönitz–Grünhain (Sektion I) erhielt die Firma Aug. Klönne Dortmund den Zuschlag (drei Brücken), für die vier Brücken der Sektion II (Grünhain–Scheibenberg) die Firma Königin Marienhütte Cainsdorf. Die Verträge sahen eine Aufstellung der Brücken bis zum 31. August 1899 vor. Im April 1899 ergab eine Zählung der Amtshauptmannschaft Schwarzenberg, dass beim Bahnbau etwa 2100 Kroaten, Dalmatier, Czechen, Polen, Tiroler und Italiener mitwirkten. Offiziell gab es insgesamt 21 Unfälle, unter anderem auch Todesfälle.
Der höchste Punkt in Höhe von 672,86 m befand sich am Streckenkilometer 11,192. Die fertiggestellte Strecke enthielt 37 Weichen, 11 Gebäude auf Stationen, 4 Gebäude auf der Strecke, 7 Viadukte, 12 Wegeunter- und 3 Wegeüberführungen, eine Wölbschleuse, eine Wassergrabenbrücke, 52 Deckelschleusen, 25 eiserne Rohrschleusen, zwei verlängerte Deckschleusen und eine verlängerte Rohrschleuse. Auf den Ortsfluren von Zwönitz, Kühnhaide, Dittersdorf, Lößnitz, Bernsbach, Beierfeld, Grünhain, Elterlein, Schwarzbach, Unterscheibe mit Markersbach, Oberscheibe, Scheibenberg wurden 529.076,4 m² erforderliches Areal enteignet.

### Betrieb

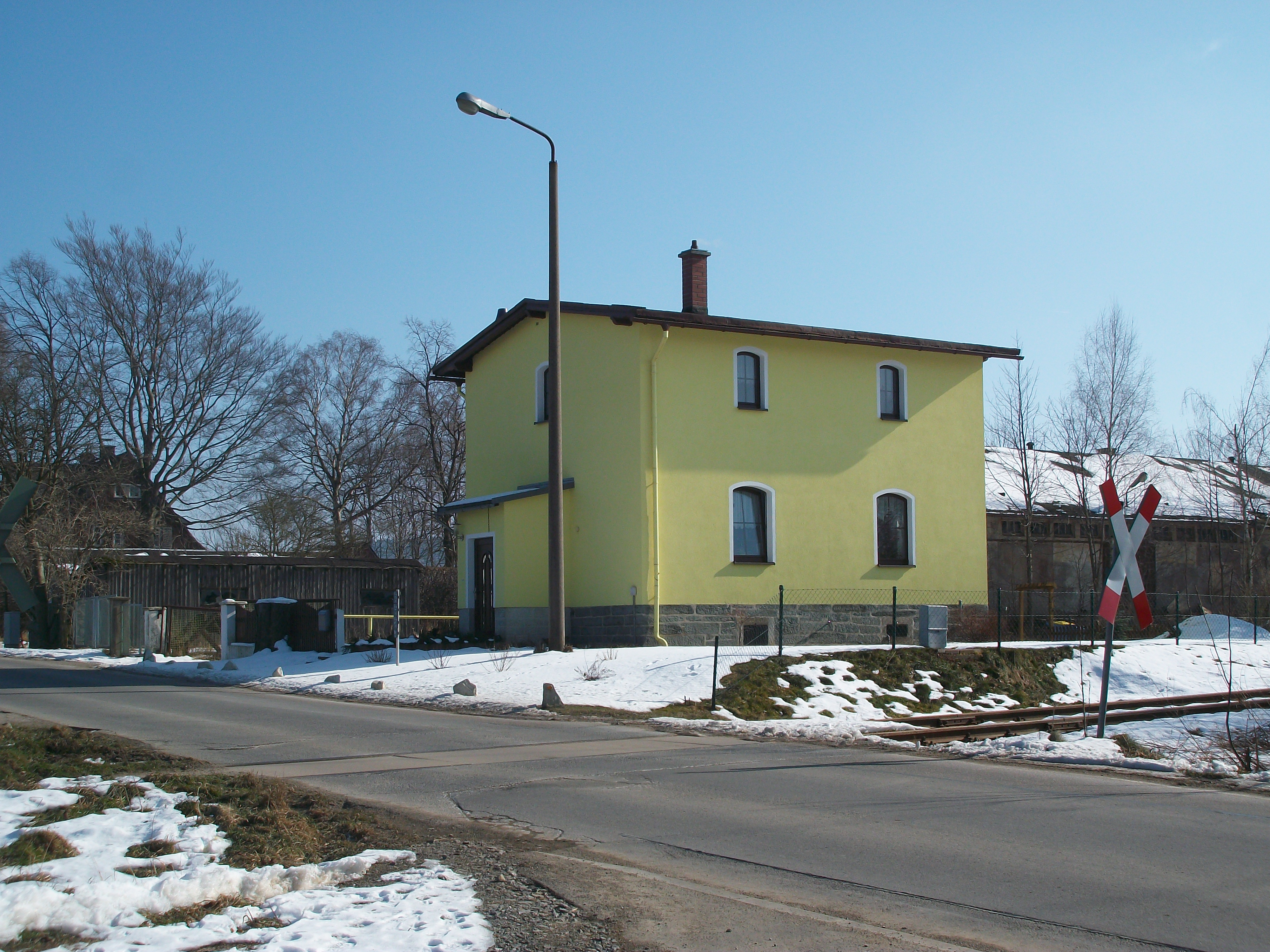
Zwönitz, Bahnwärterhaus an der Scheibenberger Bahn beim Umspannwerk Zwönitz (2018)

Aufgrund von Bauverzögerungen konnte die Bahnstrecke nicht wie geplant im Dezember 1899 eröffnet werden, sondern erst am 1. Mai 1900. Eine erste Zugfahrt auf dem neuen Gleis fand jedoch bereits am 11. Dezember 1899 statt. Der erste Fahrplan sah jeweils vier Personenzüge pro Tag in beide Richtungen vor. Am 3. Mai 1900 fuhren deshalb die Postkutschen zwischen Zwönitz-Grünhain und Zwönitz-Elterlein zum letzten Mal.
Der größte Teil der Strecke wurde 1947 kurzfristig als Reparationsleistung für die Sowjetunion abgebaut. Am 15. August 1947 „bestellte“ die SMAD etwa 60 km Schienen bei der Rbd Dresden. Daraufhin wurden mehrere Strecken mit geeigneten Schienenprofilen für den Abbau ausgewählt, so u. a. die Strecke Zwönitz–Scheibenberg bei einer Sonderfahrt durch Offiziere der SMAD und Beamten der Rbd Dresden mit einem Triebwagen der Baureihe VT 137 am 17. August. Am 19. August wurde der Abbaubefehl ausgestellt, daraufhin endete bereits am 20. August der Verkehr zwischen Zwönitz und Scheibenberg. Die Gleise wurden per Hand auf Waggons geladen und Richtung Zwönitz abtransportiert. Versuche, die Demontage zu verhindern, brachten lediglich den Erhalt des Abschnitts Elterlein–Scheibenberg, obwohl Elterlein bislang den geringsten Verkehr aller Stationen hatte. Die abgebauten Gleisanlagen im Bahnhof Elterlein mussten wieder errichtet werden.

Fahrplan 1950/51, die Wismut-Bergarbeiterzüge sind nicht im Fahrplan verzeichnet

Zunächst gab es durch den Uranbergbau der Wismut noch einen lebhaften Berufsverkehr Richtung Schwarzenberg. Auch entstand in Elterlein ein neuer Gleisanschluss. Zwar gab es ab 1948 mehrfache Bemühungen um einen Wiederaufbau des demontierten Streckenteils, aufgrund von Materialmangel sowie der ungeklärten Finanzierung war das Projekt nicht umsetzbar. Letztmals wurde 1960 ein Bericht für einen Wiederaufbau angefertigt, der aber abgelehnt wurde.
Das verbliebene Streckenstück Elterlein–Scheibenberg wurde noch bis zum 21. November 1965 im Personenverkehr und bis zum 24. September 1966 im Güterverkehr betrieben.
Nach der Stilllegung wurde das kurze Streckenstück bis 1968 zum Abstellen von Schadwagen genutzt und anschließend abgebaut.

## Streckenbeschreibung

### Verlauf

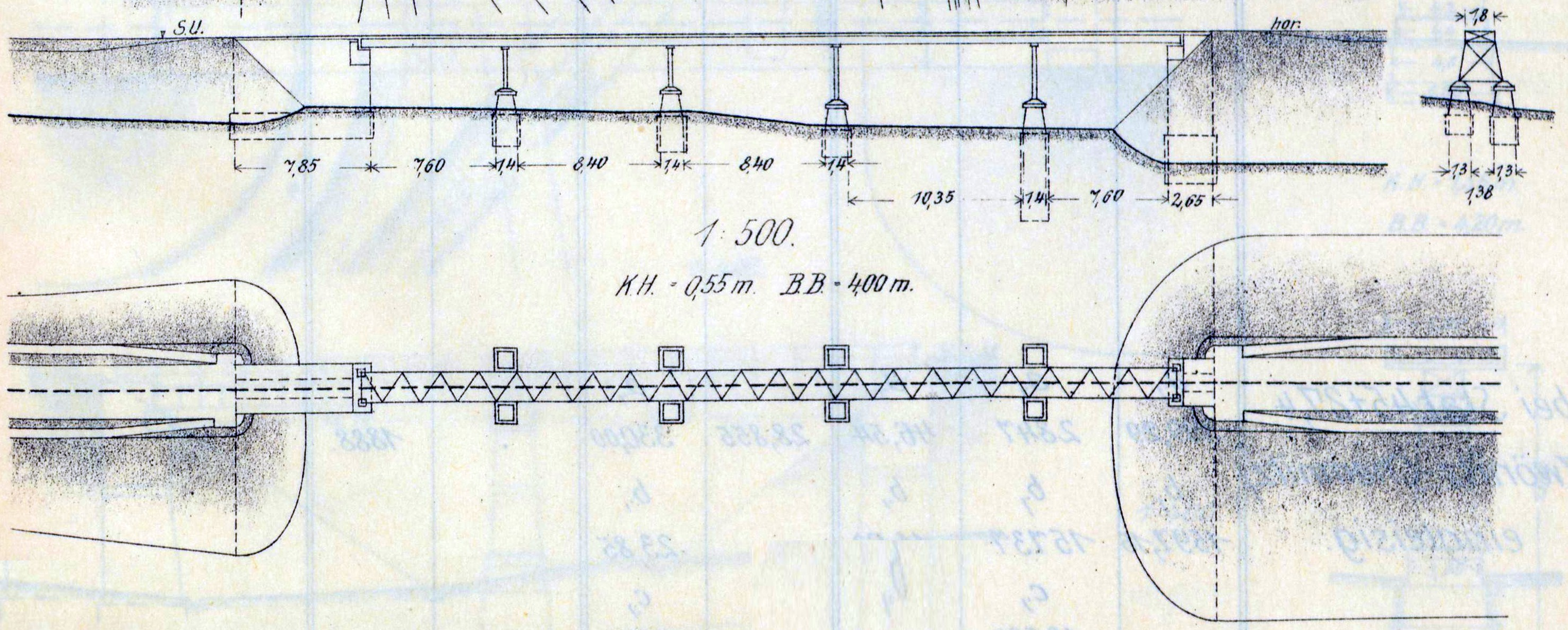
Brücke Bernsbach (1911)

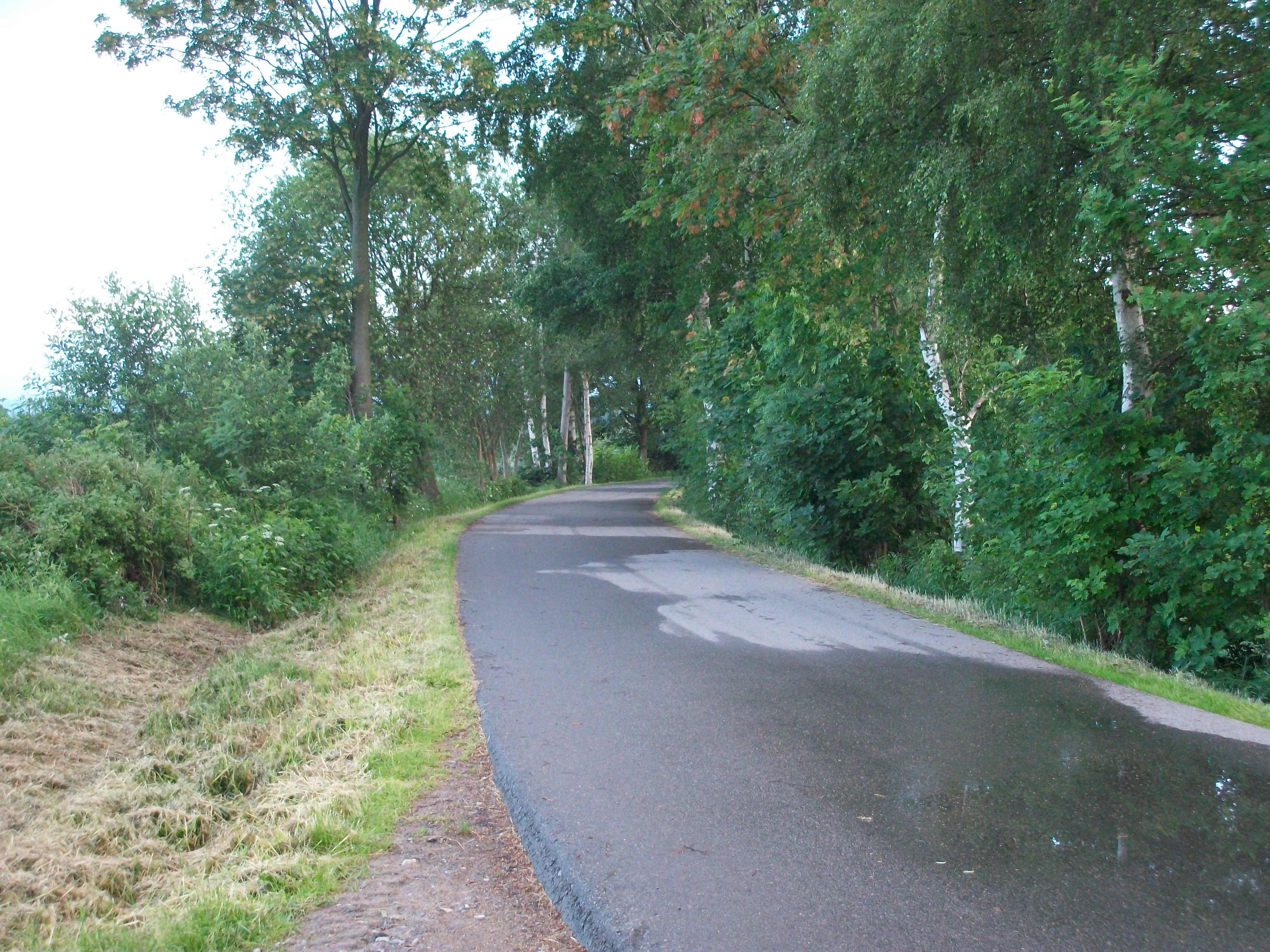
Bahnstrecke am Haltepunkt Hermannsdorf (2016)

Die Bahnstrecke begann am Bahnhof Zwönitz, wo Umstiegsmöglichkeiten zu den Bahnstrecken Chemnitz–Aue–Adorf und Zwönitz–Stollberg (Sachs)–Chemnitz Süd bestanden. Sie verließ den Bahnhof in südwestliche Richtung, um sich in einem Bogen nach Süden von der Bahnstrecke Chemnitz–Adorf (heute als „Zwönitztalbahn“ bezeichnet) zu trennen. Bis zum Umspannwerk Zwönitz in Kühnhaider Flur blieben die Gleise aufgrund der späteren Nutzung als Anschlussgleis erhalten. Der nun folgende Abschnitt bis zur Fuchsbrunnenbrücke ist als asphaltierter Weg unter den Namen „Scheibenberger Bahn“ für Fahrzeuge und Fahrräder befahrbar. Nachdem die Brücken im Fuchsgrund und Kuttenbachtal passiert waren, wurde bei Kilometer 8,00 der Bahnhof Bernsbach im oberen Ortsgebiet erreicht. Der nun folgende Abschnitt bis zum Bahnhof Beierfeld bei Kilometer 10,92 wird als „Balkon des Erzgebirges“ bezeichnet, da man von Bernsbach aus eine gute Sicht vom Tal des Schwarzwassers zwischen Lauter und Schwarzenberg bis zum Erzgebirgskamm mit dem Auersberg hat. Mit einer Brücke und der Frankonia-Seilbahn als Anschluss der Frankonia AG in Beierfeld hatte dieser Abschnitt auch zwei bahntechnische Besonderheiten.
Auf dem nun folgenden Abschnitt wurde bei Kilometer 11,192 der Scheitelpunkt der Strecke erreicht und der Spiegelwald südlich umfahren. Es folgte die Stadtbrücke über den oberen Stadtteil von Grünhain. Bei Kilometer 12,79 wurde der Bahnhof Grünhain erreicht. Die nun weiter nach Osten führende Bahnstrecke überquerte über zwei Brücken das Göckeritztal und den Oswaldbach.
Der sich bei Kilometer 18,15 befindliche Bahnhof Elterlein im Westen der Stadt bildete seit 1947 das Ende aus Richtung Scheibenberg. Anschließend wurde Elterlein über die Viadukte Schlangenbachtal und Hermannsdorf nördlich umfahren. Im Osten der Stadt lag auf freiem Feld an einer Weggabelung bei Kilometer 21,50 der Haltepunkt Hermannsdorf. Der namensgebende Ort befindet sich noch drei Kilometer in östlicher Richtung. Auf dem letzten Abschnitt verlief die Bahnstrecke nach Süden und erreichte aus westlicher Richtung den Bahnhof Scheibenberg an der Bahnstrecke Annaberg-Buchholz–Schwarzenberg.

### Betriebsstellen
Zwönitz ⊙
Der Bahnhof Zwönitz wurde bereits 1875 zusammen mit der Bahnstrecke Chemnitz–Adorf von der Chemnitz-Aue-Adorfer Eisenbahn-Gesellschaft eröffnet. In den 1890er Jahren entwickelte sich der Bahnhof zu einem lokalen Eisenbahnknoten als 1889 die Bahnstrecke nach Stollberg und elf Jahre später die Bahnstrecke nach Scheibenberg eröffnet wurde. Nachdem beide Bahnstrecken 1947 als Reparationsleistung demontiert wurden, sank die Bedeutung des Bahnhofs. Zwar wurde die Strecke nach Stollberg zwei Jahre später wieder aufgebaut, das Transportaufkommen blieb aber dennoch gering, sodass 1967 die Strecke endgültig stillgelegt wurde. Bei der Streckensanierung des Abschnittes Chemnitz–Aue in den 2000er Jahren wurden im ehemaligen Inselbahnhof der Großteil der Gleisanlagen entfernt.

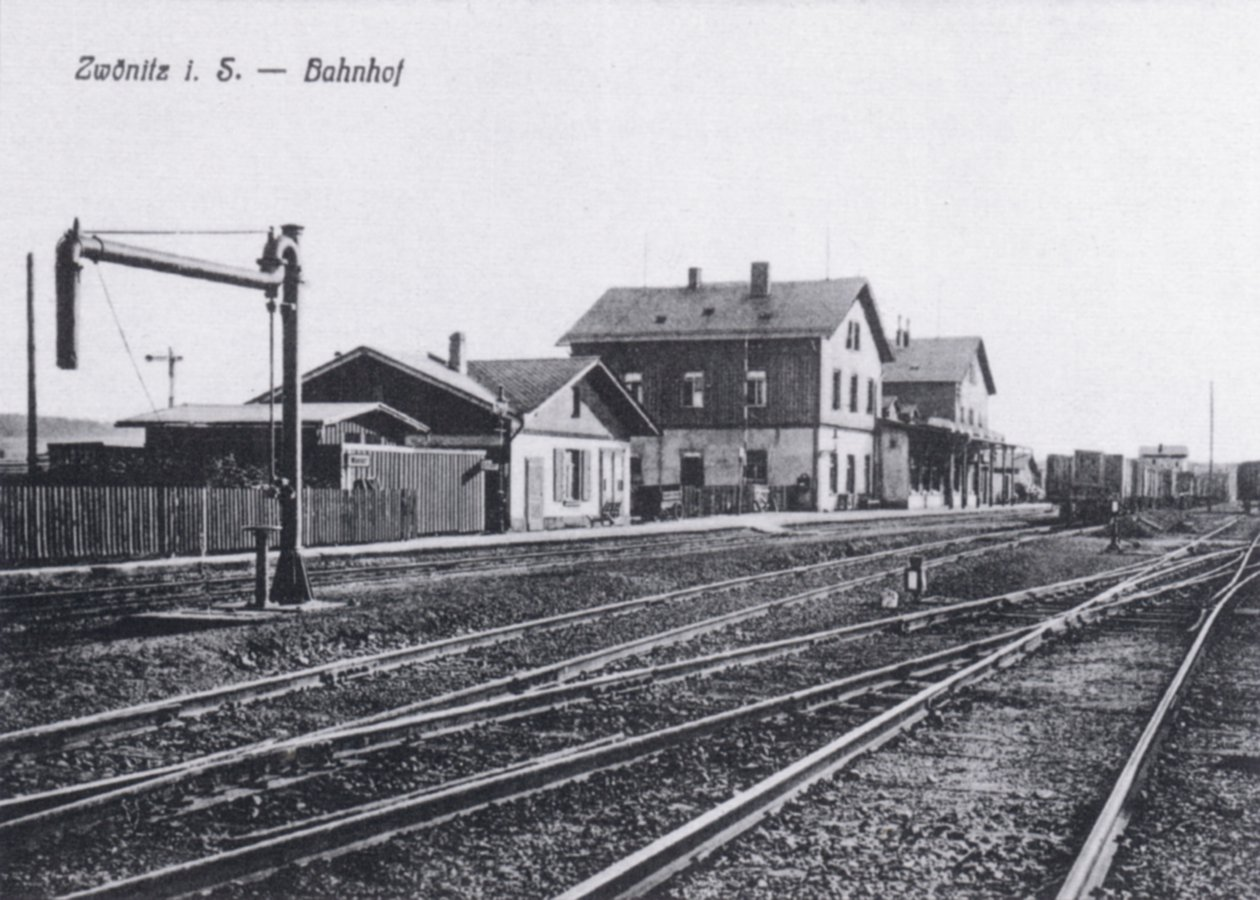
Bahnhof Zwönitz um 1910
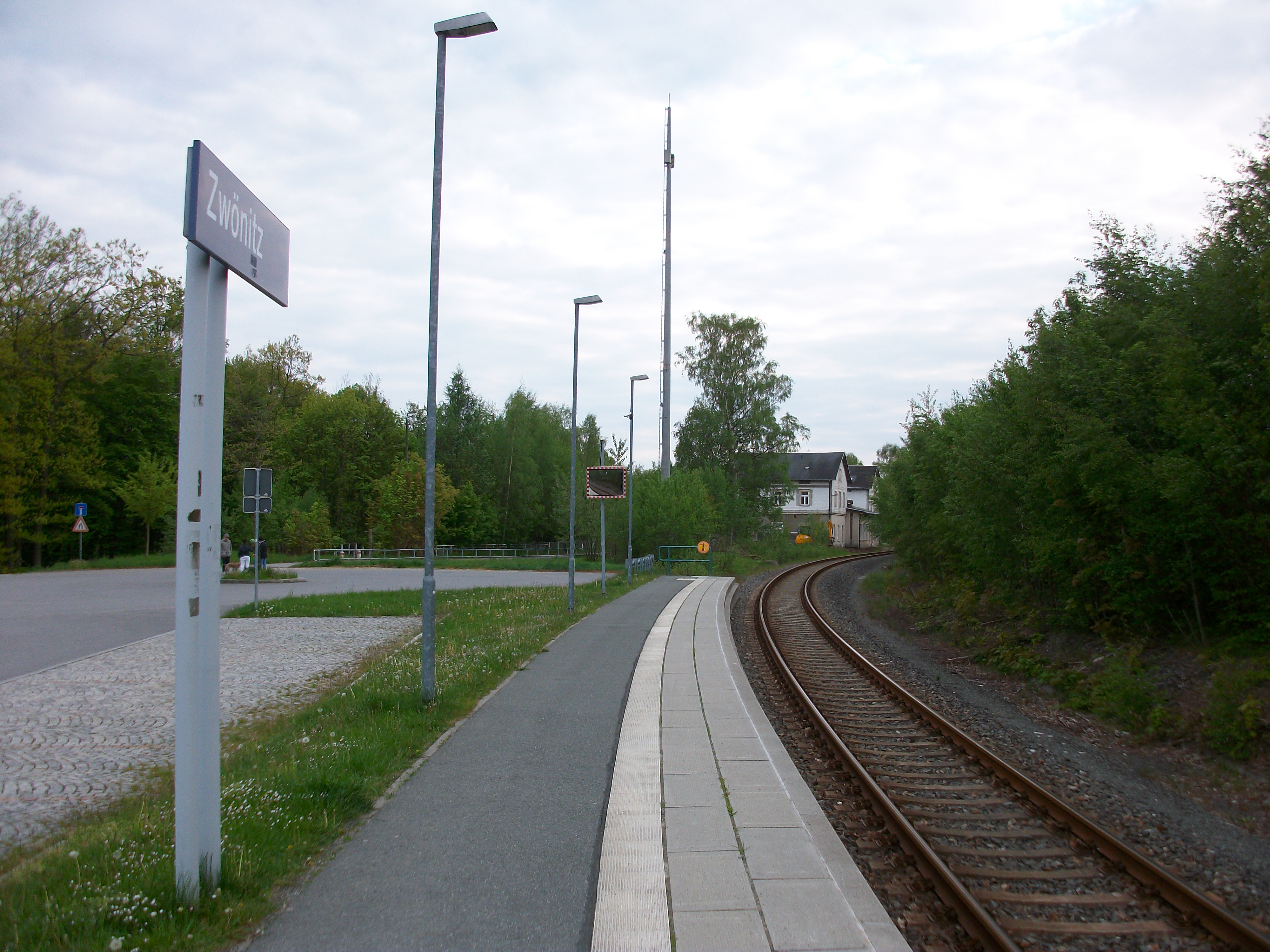
Hp Zwönitz, dahinter das alte Empfangsgebäude (2016)

Bernsbach ⊙
Der Bahnhof Bernsbach wurde am 1. Mai 1900 als Haltestelle eröffnet und 1905 zum Bahnhof erhoben. Mit der Demontage des Abschnitts Zwönitz–Elterlein ging er am 21. August 1947 außer Betrieb. Am Standort an der „(Oberen) Bahnhofstraße“ in Bernsbach sind das Empfangsgebäude, der Güterschuppen und einige Wirtschaftsgebäude noch vorhanden.
- Bahnhof Bernsbach, Empfangsgebäude (2016)
- Empfangs- und Wirtschaftsgebäude (2016)

Beierfeld ⊙

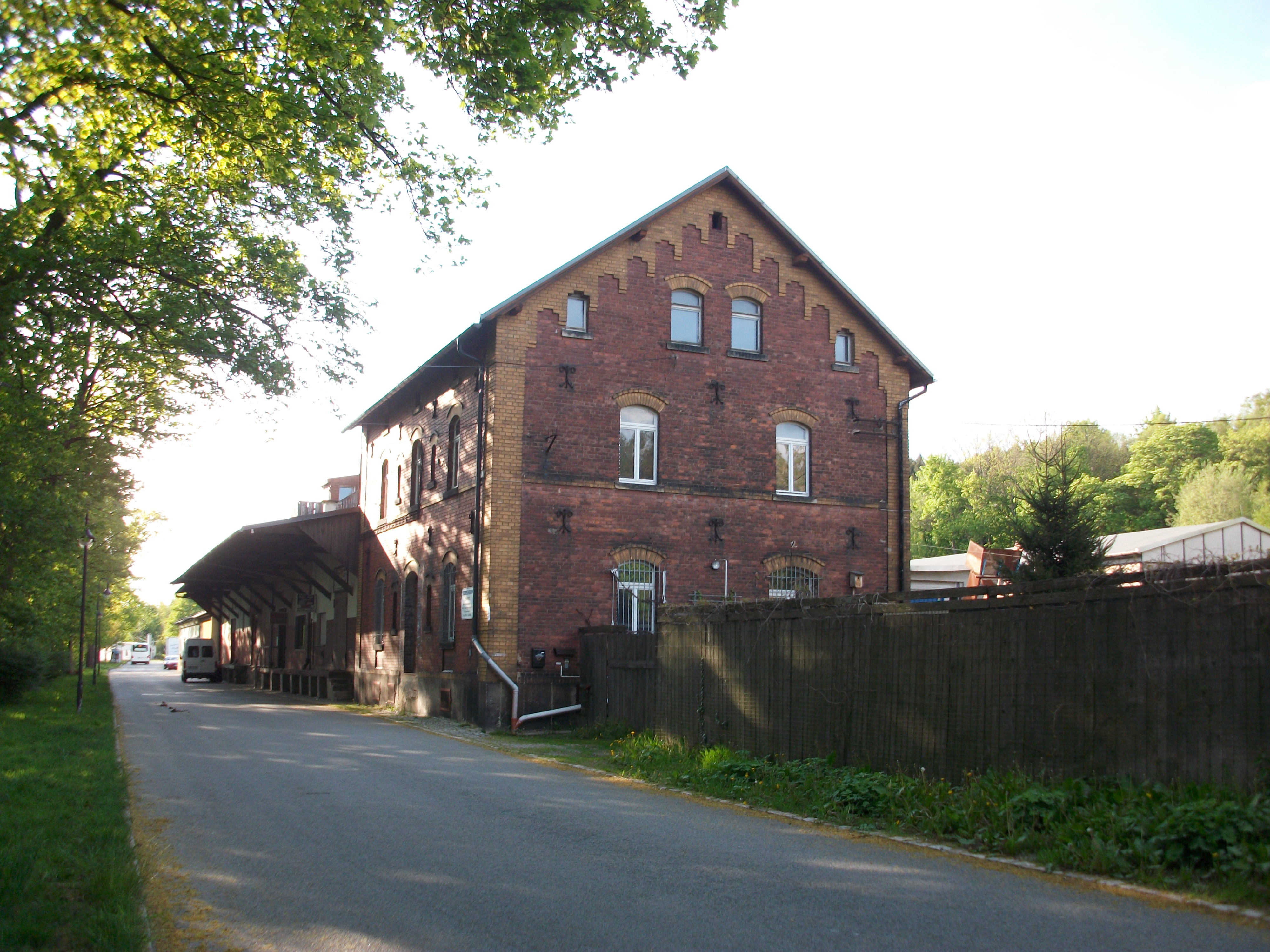
Bahnhof Bernsbach, Empfangsgebäude (2016)
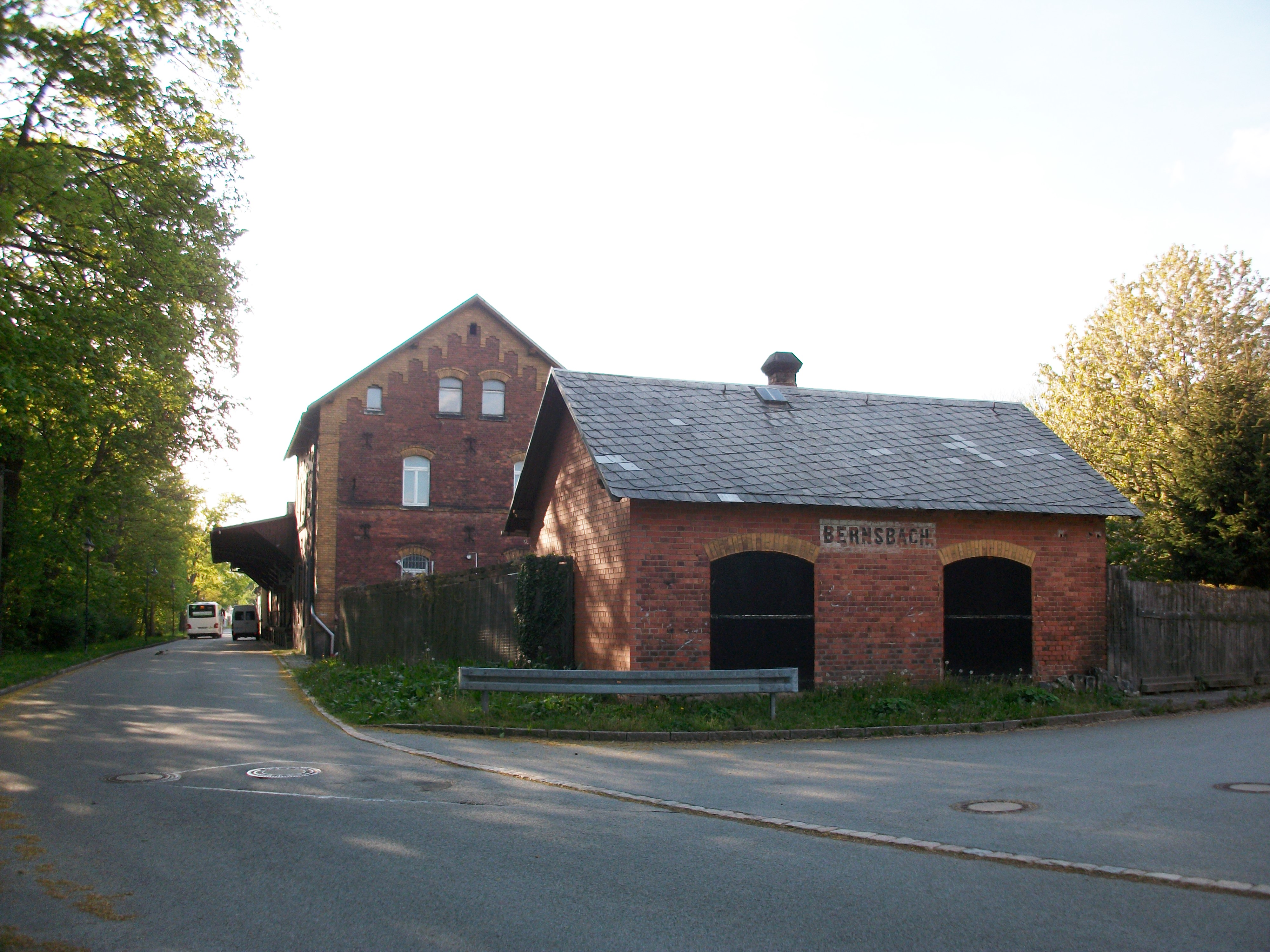
Empfangs- und Wirtschaftsgebäude (2016)

Der Bahnhof Beierfeld wurde am 1. Mai 1900 als Haltestelle eröffnet und 1905 zum Bahnhof erhoben. Mit der Demontage des Abschnitts Zwönitz–Elterlein ging er am 21. August 1947 außer Betrieb. Am Standort an der Straße „Am Bahnhof“ in Beierfeld sind das Empfangsgebäude, der Güterschuppen und die Laderampe noch vorhanden. Er befand sich am nördlichen Ortsausgang in Richtung Grünhain. An der Bahnhofsausfahrt in Richtung Scheibenberg befindet sich ein kleiner Denkmalszug, der an die Zeit der Eisenbahn in Beierfeld erinnert.
- Bahnhof Beierfeld (2016)
- Bf Beierfeld, Denkmalszug (2016)
- Bf Beierfeld, Denkmalszug (2016)

Grünhain ⊙
Der Bahnhof Grünhain wurde am 1. Mai 1900 eröffnet und 1905 zum Bahnhof erhoben. Mit der Demontage des Abschnitts Zwönitz–Elterlein ging er am 21. August 1947 außer Betrieb. Am Standort an der zentral in Grünhain gelegenen „Bahnhofstraße“ sind das renovierte Empfangsgebäude, der Güterschuppen und die Bahnmeisterei noch vorhanden.

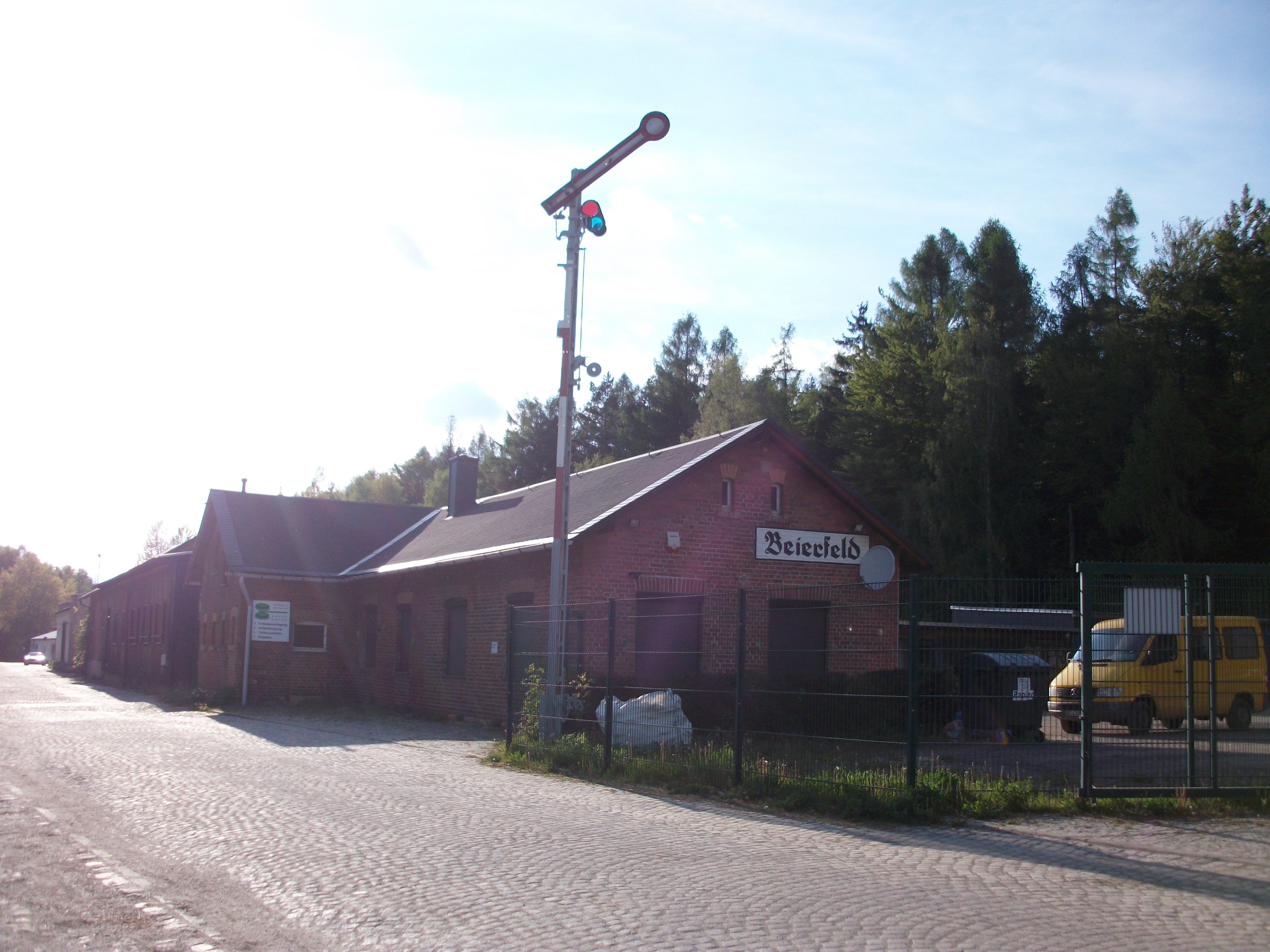
Bahnhof Grünhain, Empfangsgebäude (2016)
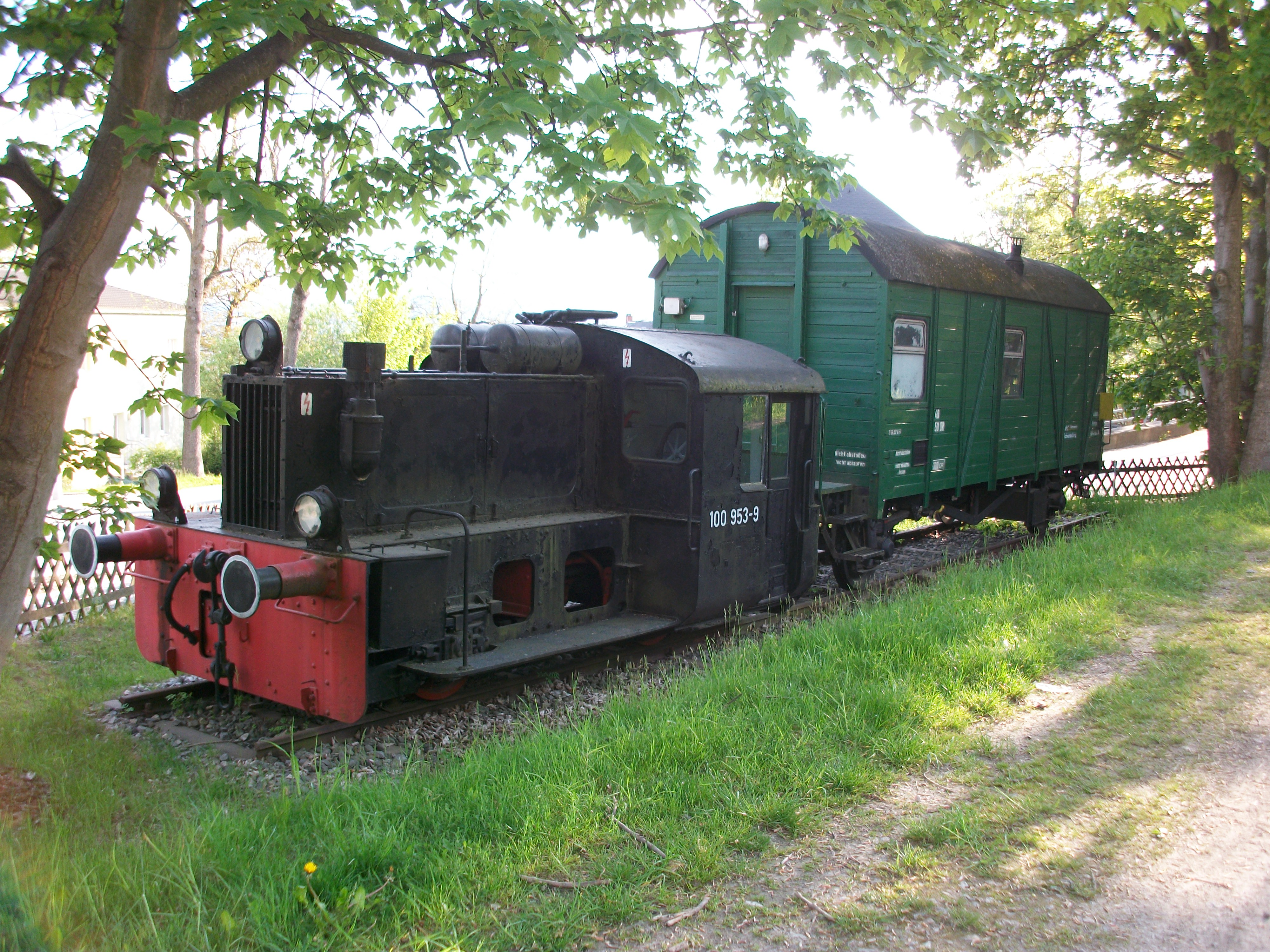
Bf Beierfeld, Denkmalszug (2016)
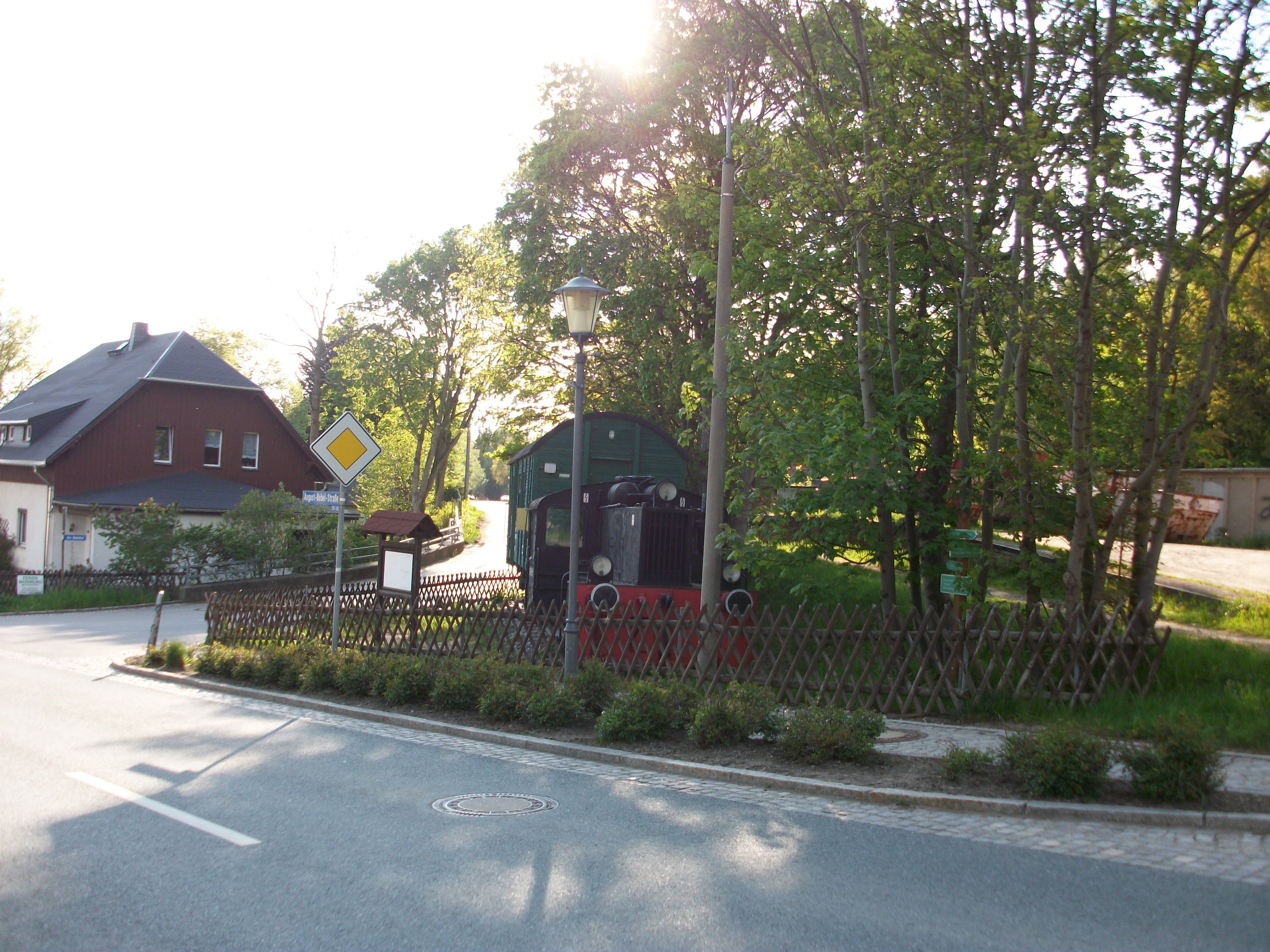
Bf Beierfeld, Denkmalszug (2016)

- Güterschuppen (2016)
- Güterschuppen und Bahnmeisterei (2016)
- Bahnmeisterei (2016)

Elterlein ⊙

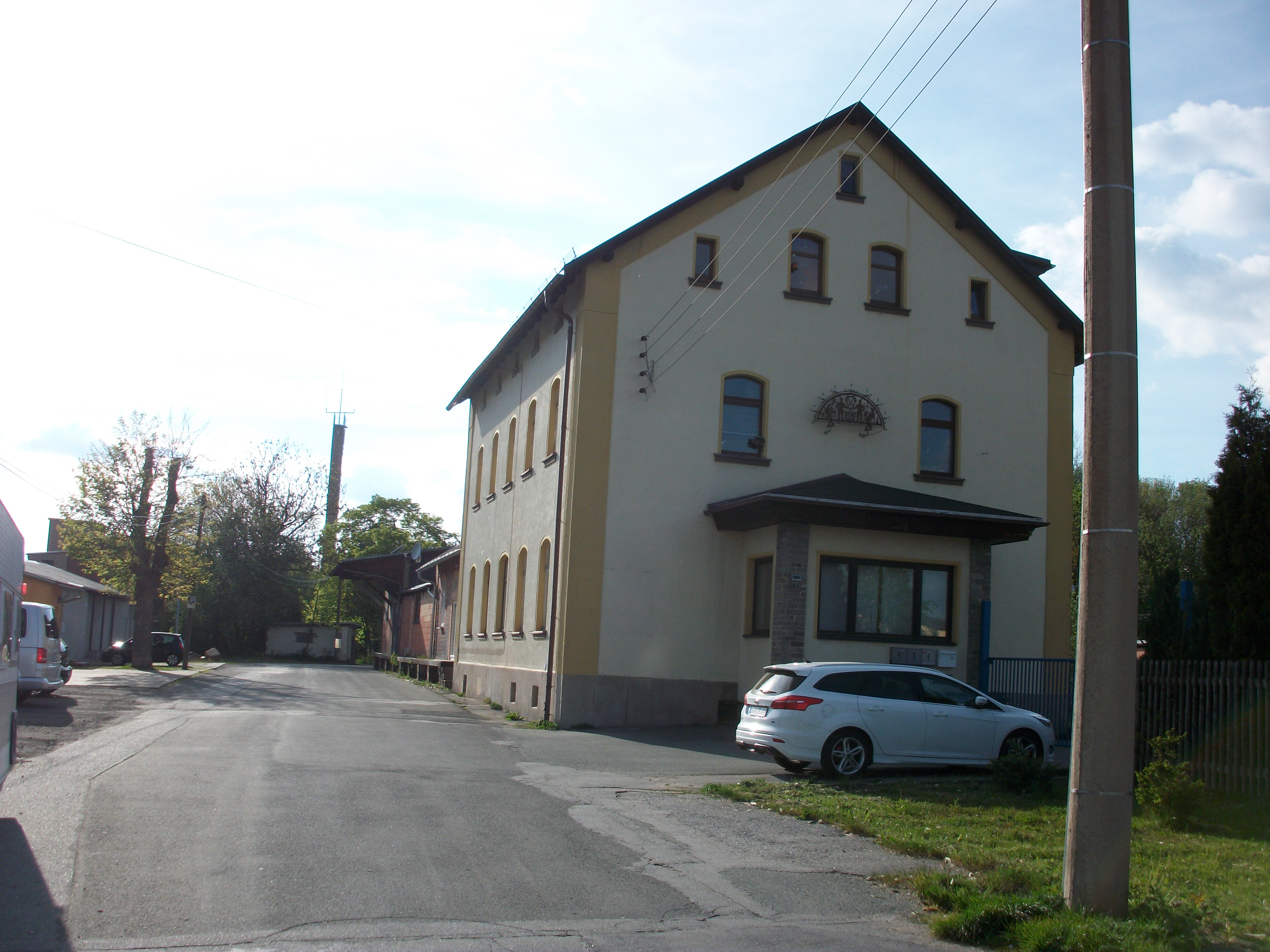
Bahnhof Grünhain, Empfangsgebäude (2016)
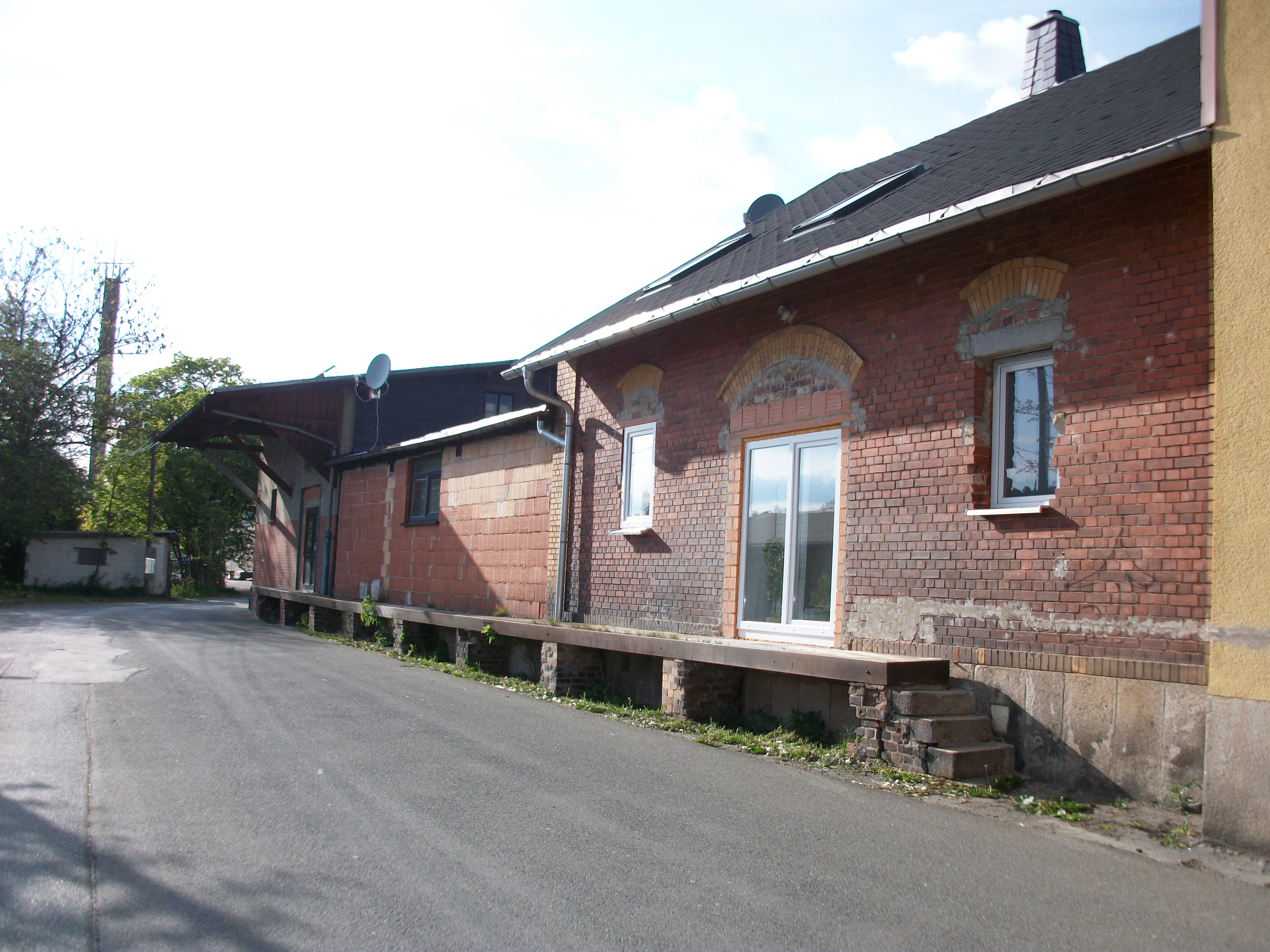
Güterschuppen (2016)
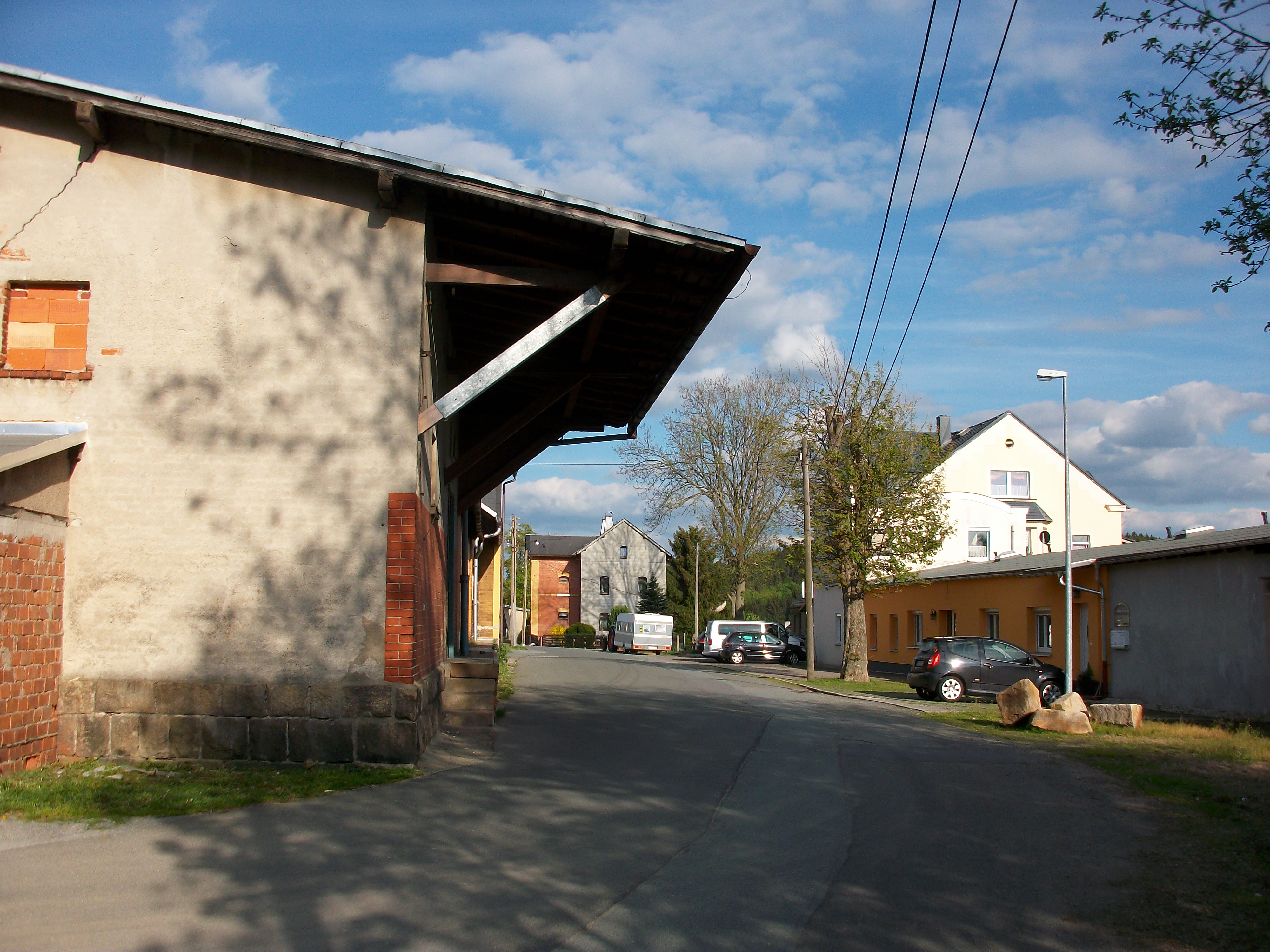
Güterschuppen und Bahnmeisterei (2016)
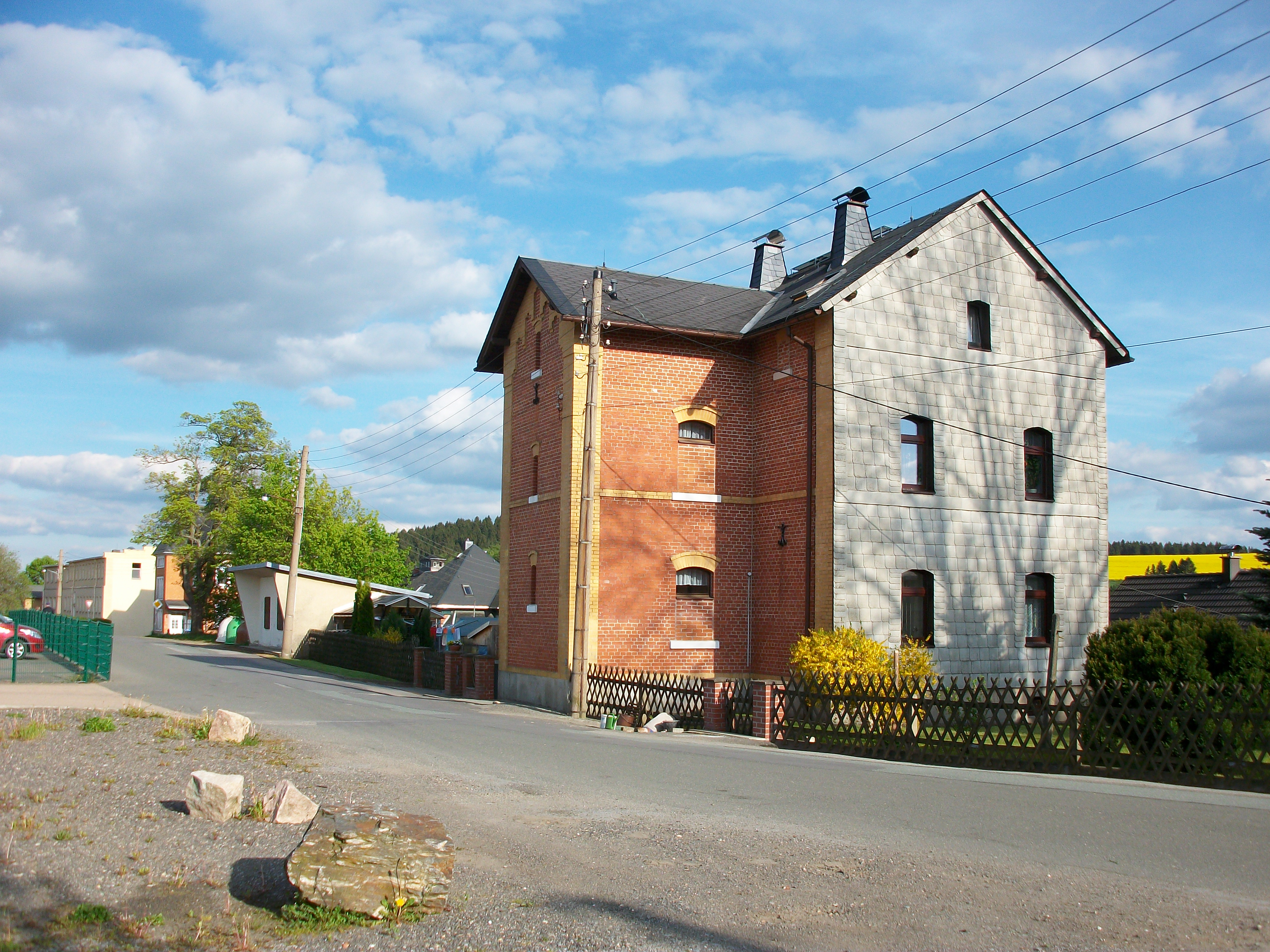
Bahnmeisterei (2016)

Der Bahnhof Elterlein wurde am 1. Mai 1900 als Haltestelle eröffnet und 1905 zum Bahnhof erhoben. Mit der Demontage des Abschnitts Zwönitz–Elterlein war seit dem 21. August 1947 Endpunkt aus Richtung Scheibenberg. Nach Einstellung des Personenverkehrs wurde der Bahnhof am 22. November 1965 als Güterbahnhof geführt. Mit der Einstellung des Güterverkehrs am 25. September 1966 ging der Bahnhof außer Betrieb. Am Standort in der „Bahnstraße“ im Westen von Elterlein sind das Empfangsgebäude, der Güterschuppen und die Bahnmeisterei noch vorhanden.
- Bf Elterlein, Empfangs- und Nebengebäude (2016)
- Empfangsgebäude, Gleisseite (2016)
- Empfangsgebäude, Straßenseite (2016)
- verblichene Stationsbezeichnung (2016)
- Heimatecke Waschleithe, Modell des Bahnhofs Elterlein

Hermannsdorf ⊙

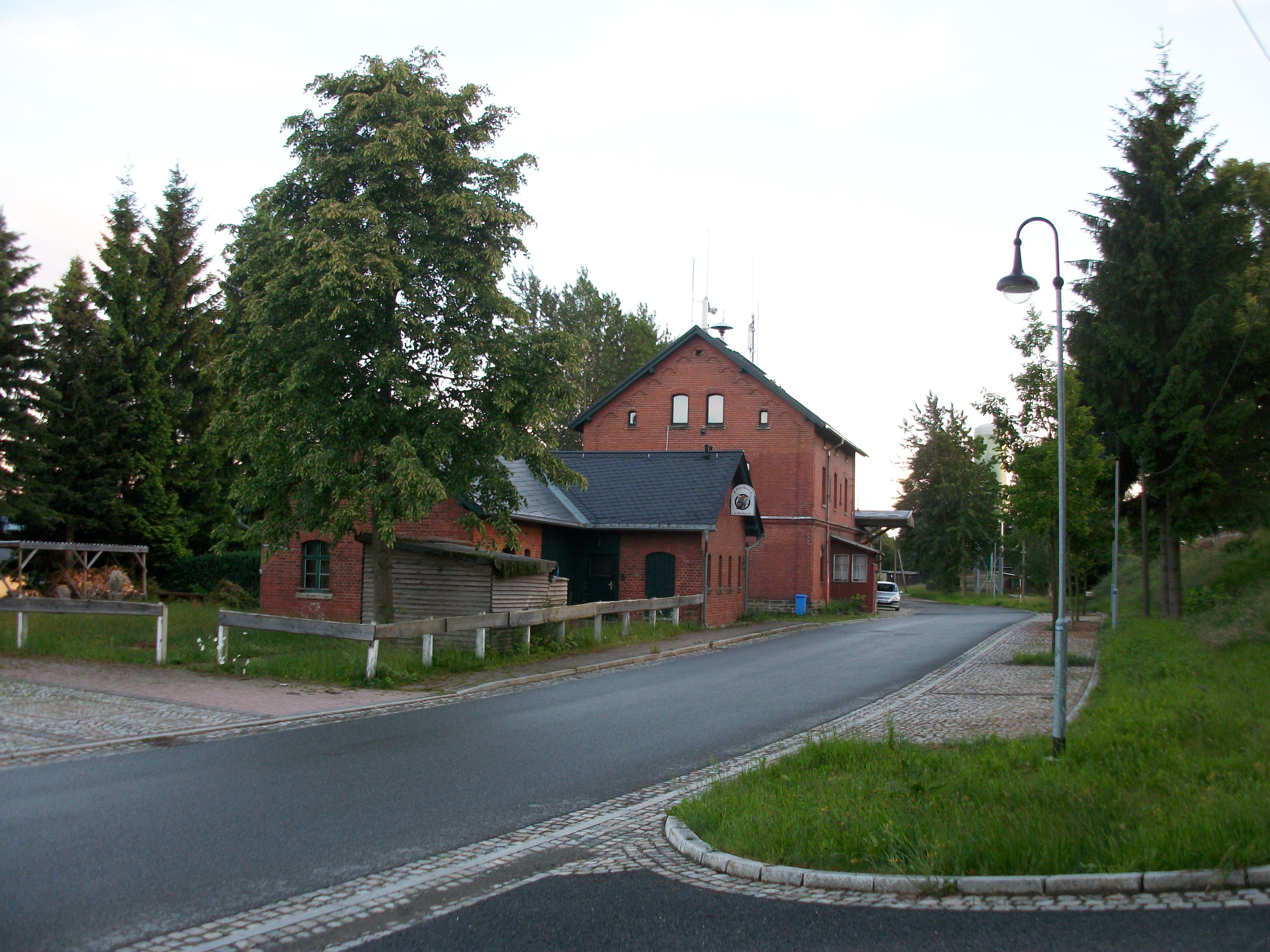
Bf Elterlein, Empfangs- und Nebengebäude (2016)
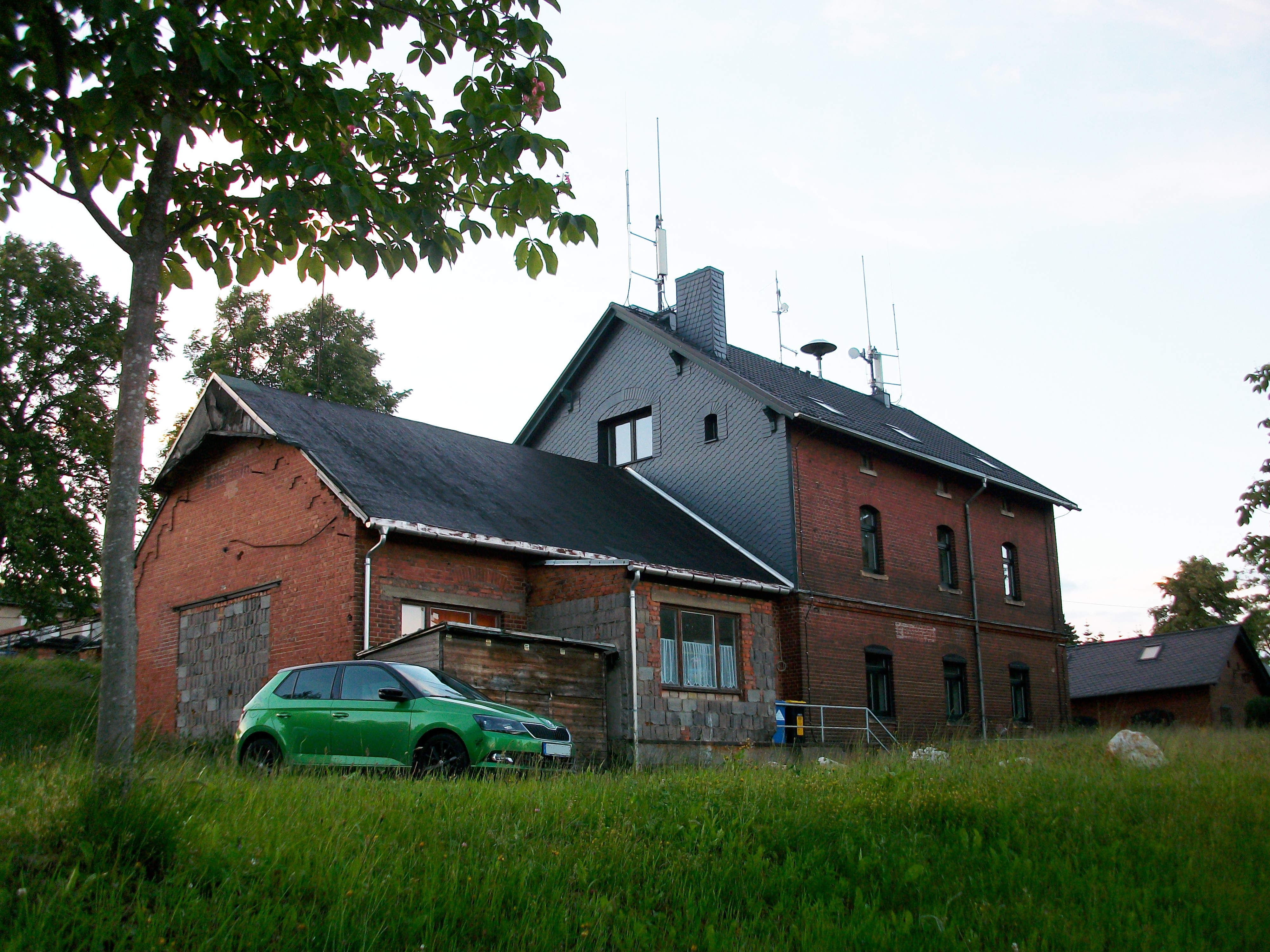
Empfangsgebäude, Gleisseite (2016)
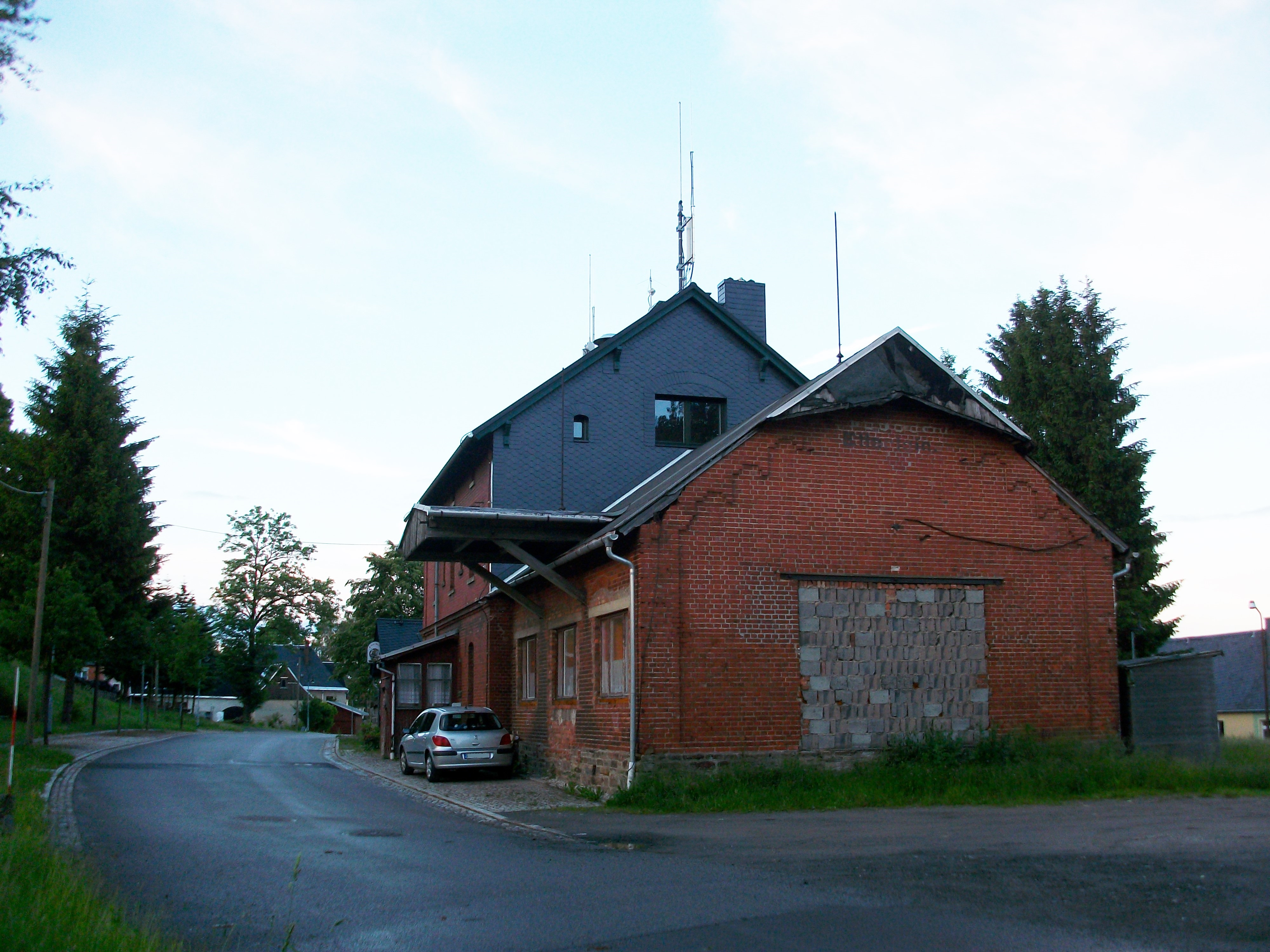
Empfangsgebäude, Straßenseite (2016)
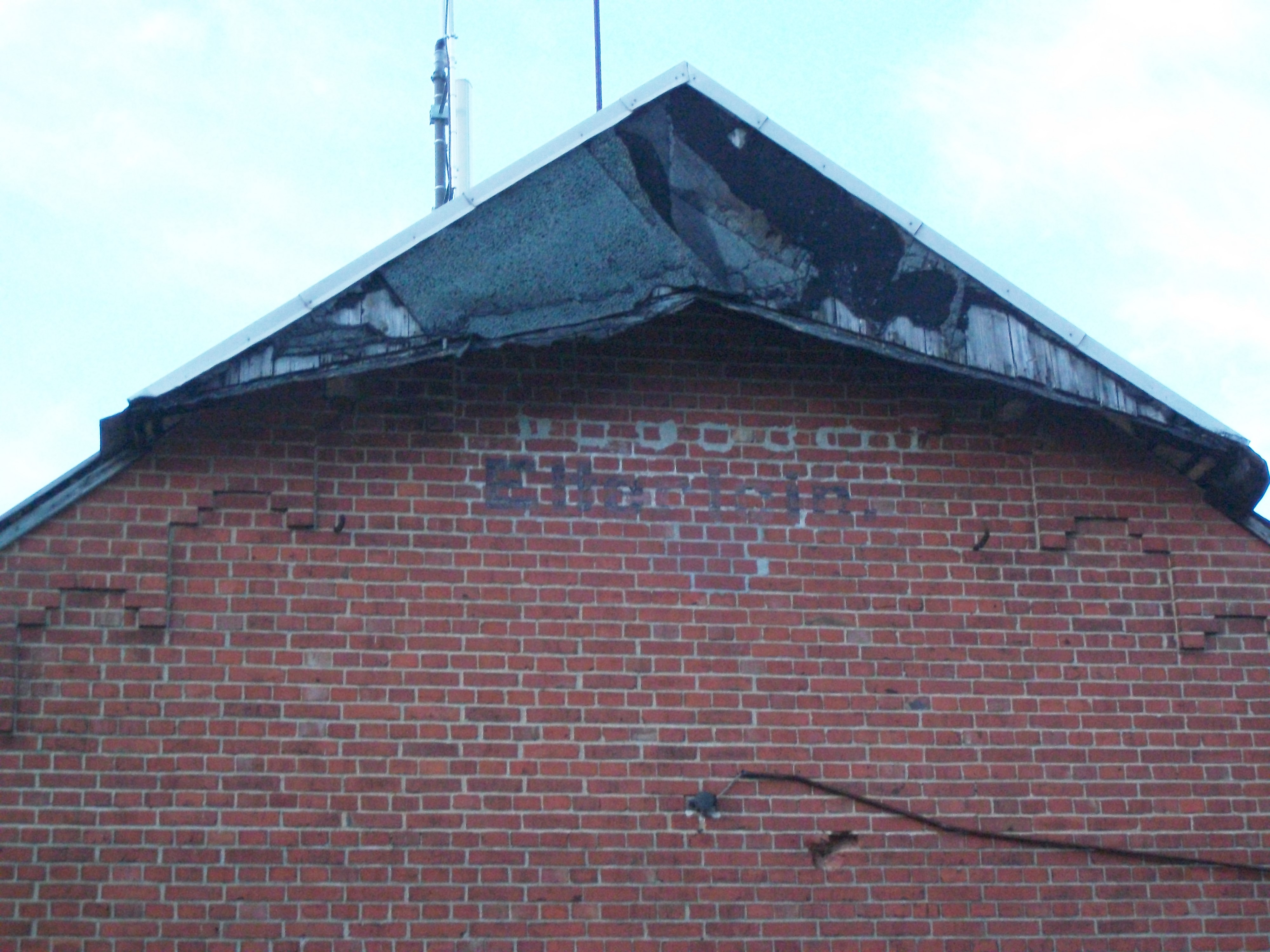
verblichene Stationsbezeichnung (2016)
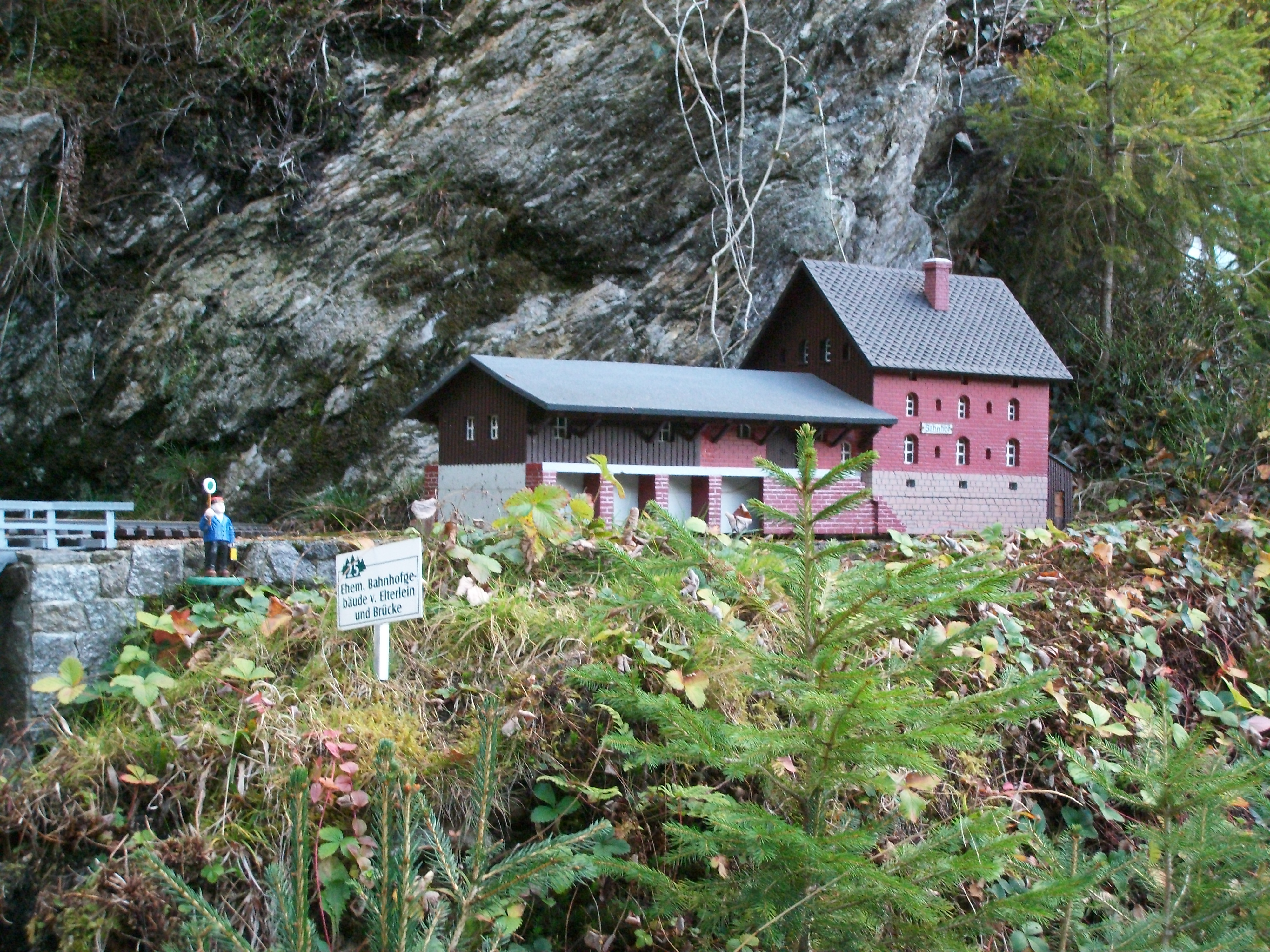
Heimatecke Waschleithe, Modell des Bahnhofs Elterlein

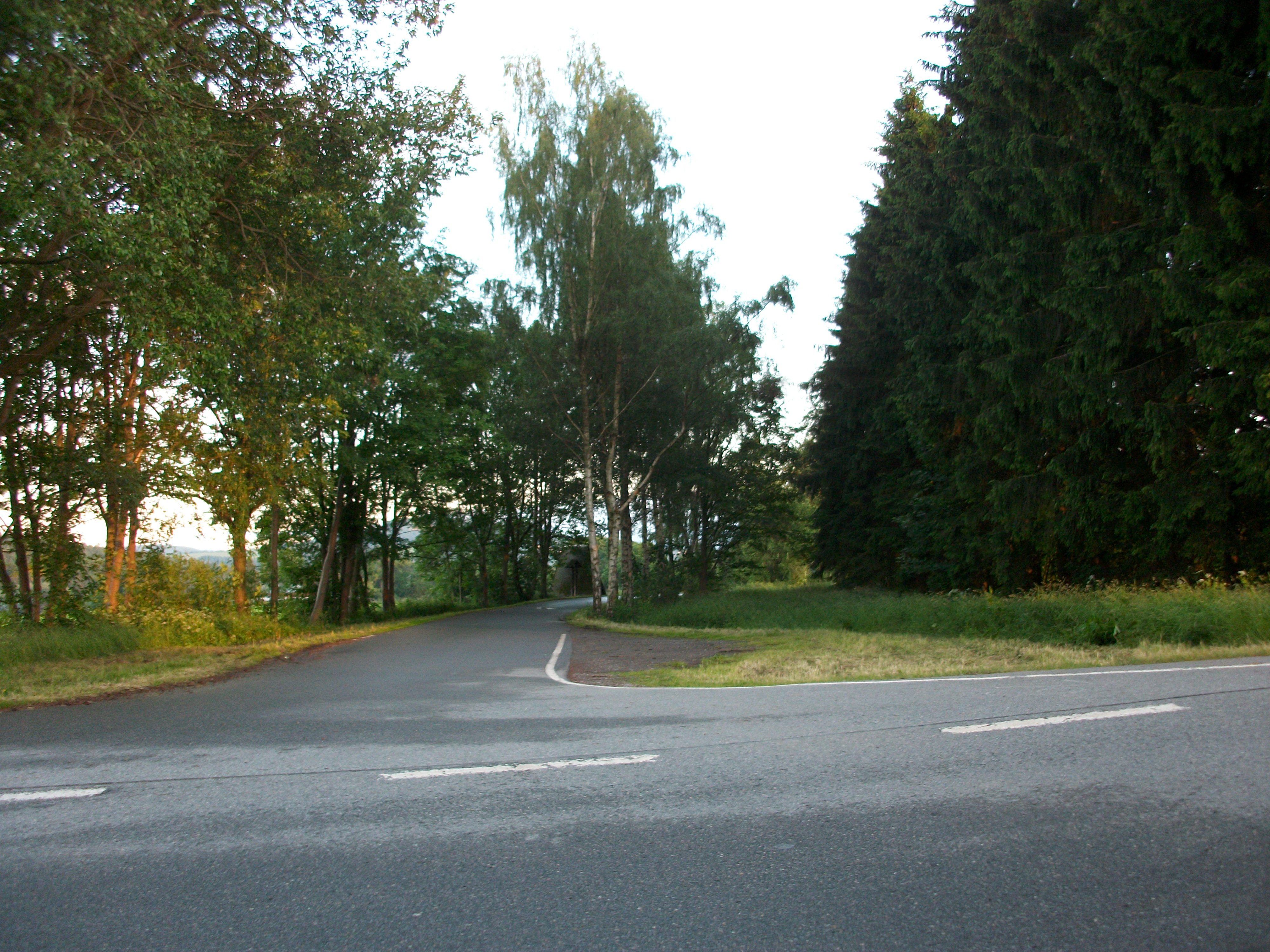
Haltepunkt Hermannsdorf (2016)

Der Haltepunkt Hermannsdorf wurde am 1. Mai 1900 eröffnet. Nach Einstellung des Schienenverkehrs auf dem Abschnitt Elterlein–Scheibenberg am 25. September 1966 ging der Haltepunkt, der seit 1947 der einzige Unterwegshalt war, außer Betrieb. Am einstigen Standort östlich von Elterlein an der Kreuzung „Hermannsdorfer Straße“/ „Güterweg“ sind keine Überreste mehr vorhanden. Der Ort Hermannsdorf selbst befand sich noch etwa drei Kilometer in östlicher Richtung.
Scheibenberg ⊙
Der Bahnhof Scheibenberg wurde am 1. Dezember 1889 mit der Bahnstrecke Annaberg-Buchholz–Schwarzenberg eröffnet und 1905 zum Bahnhof gewidmet. Zwischen 1900 und 1966 war er Endpunkt der Bahnstrecke Zwönitz–Scheibenberg. 1994 wurde Scheibenberg zum Haltepunkt abgestuft.

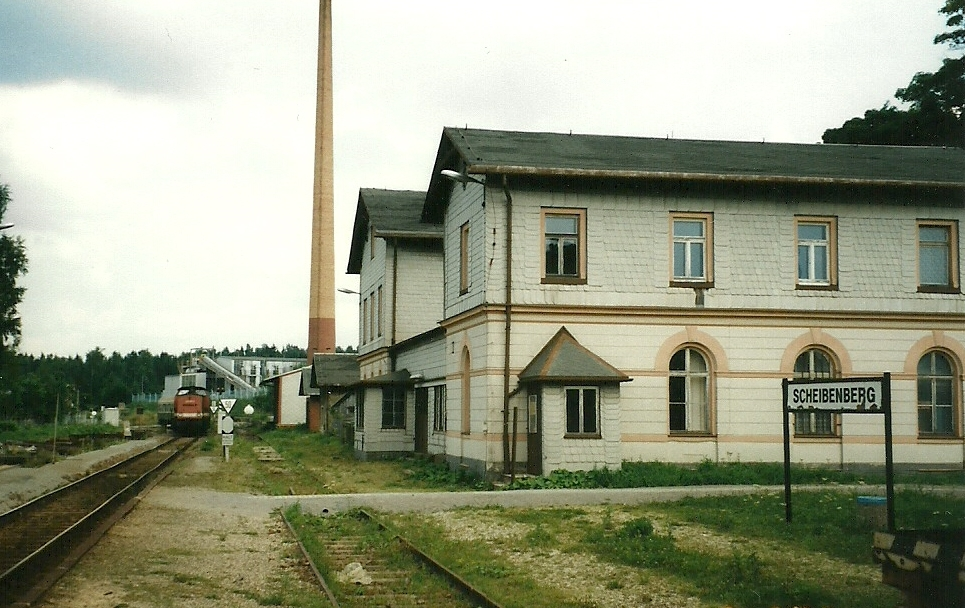
Bahnhof Scheibenberg
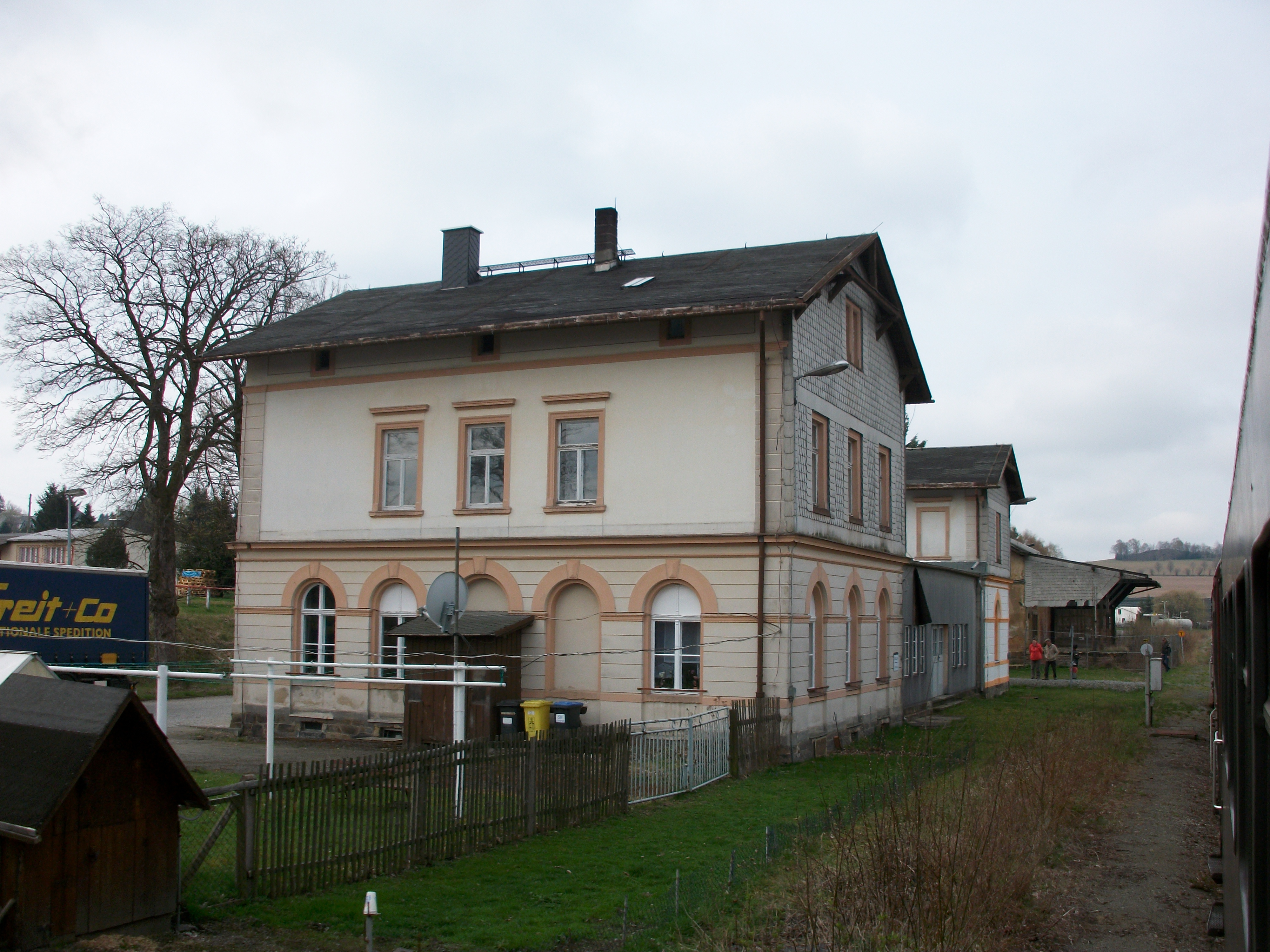
Empfangsgebäude (2016)

- Bahnhof Scheibenberg
- Empfangsgebäude (2016)

### Ingenieurbauten

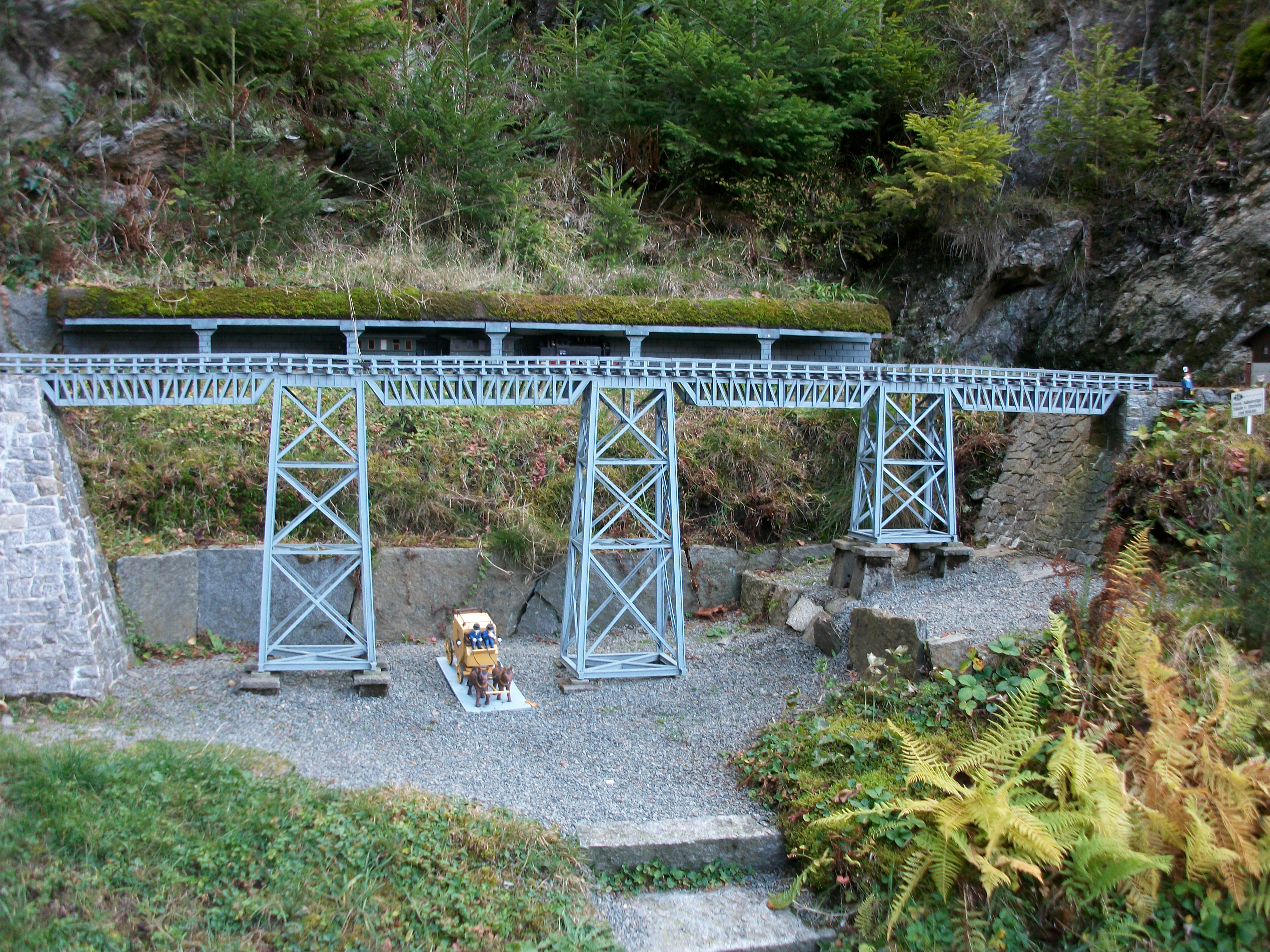
Heimatecke Waschleithe, Modell des Elterleiner Viadukts

Alle Viadukte wurden als Gerüstpfeilerbrücken mit Gitter-, Blechträger und zwei gemauerten Widerlagern erbaut.
Fuchsbrunnbrücke ⊙

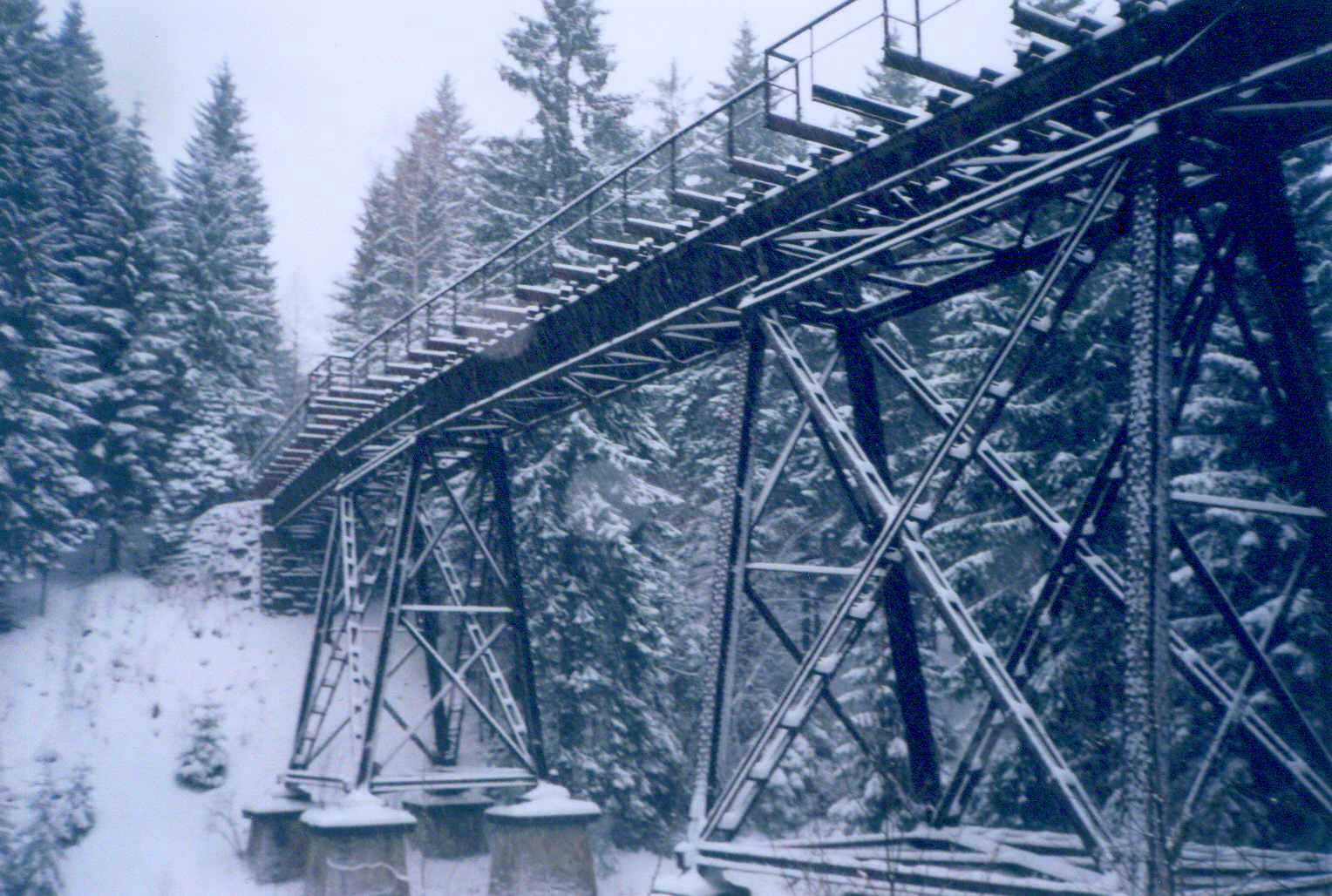
Fuchsbrunnbrücke in Richtung Scheibenberg (1999)

Sie wurde auch Fuchsgrundbrücke beziehungsweise im Volksmund Fuchsbahnbrücke genannt. Ursprünglich war die Aufschüttung eines Dammes vorgesehen, jedoch wurde am 5. September 1898 beschlossen eine Brücke zu bauen, da der Untergrund des Fuchsbrunnbaches die Aufschüttung eines Dammes mit Bach- und Wegedurchlaß nicht zuließ. Der Zwönitzer Spediteur Humann fuhr die Brückenteile vom Zwönitzer Bahnhof an die Brücke. Die Brücke steht am Streckenkilometer 4,004, hat eine Länge von 63,1 m und eine Höhe von 16,74 m, die größte Spannweite beträgt 16,0 m. Sie ist das einzige heute noch erhaltene Wahrzeichen der alten Erzgebirgsbahn auf der Ortsgrenze zwischen Zwönitz und Lößnitz. Sie wurde von der Firma Aug. Klönne erbaut, kostete 77.076,70 Mark und im November 1899 fertiggestellt. 1944 erhielt sie das letzte Mal von Kriegsgefangenen einen neuen Anstrich. Die politischen Umstände des Jahres 1989 verhinderten die Beseitigung der Brücke als letzten Zeugen damaliger Ingenieurbaukunst.
Kuttenbachtalbrücke (Raumwiesenbrücke) ⊙
Sie wurde auch Hüttengrundbrücke, Raumwiesenbrücke beziehungsweise im Volksmund „zweite Fuchsbrunnbrücke“ genannt. Der Zwönitzer Spediteur Humann fuhr die Brückenteile vom Zwönitzer Bahnhof an die Brücke. Sie stand am Streckenkilometer 5,722, hatte eine Länge von 87,1 m und eine Höhe von 8,58 m, die größte Spannweite beträgt 16,0 m. Sie wurde von der Firma Aug. Klönne erbaut, kostete 147 264,43 Mark und war im Oktober 1899 fertiggestellt. Die Brücke wurde im Rahmen der FDJ-Initiative „Max braucht Schrott“ mittels Hubschrauber abtransportiert, heute ist nur noch ein Pfeiler und ein großer Schuttrestehaufen zu sehen.
Viadukt Grünhain (Stadtbrücke) ⊙
Dies war die Brücke über die obere Stadt Grünhain. Sie stand am Streckenkilometer 12,369, hatte eine Länge von 185,50 m und eine Höhe von 15,80 m, die größte Spannweite betrug 19,0 m. Sie wurde von der Firma Aug. Klönne erbaut, kostete 175 841,55 Mark und war im November 1899 fertiggestellt. Von der Brücke sind heute lediglich die Fundamente und Widerlager erhalten.
Göckeritztalbrücke ⊙
Sie wurde auch Göckeritzbach- oder Göckeritzbrücke genannt. Sie stand am Streckenkilometer 13,275, hatte eine Länge von 240,00 m und eine Höhe von 27,00 m, die größte Spannweite betrug 19,0 m. Sie wurde von der Firma Königin-Marien-Hütte Cainsdorf erbaut, kostete 283 964,94 Mark und war im November 1899 fertiggestellt. Sie galt 1900 als fünftgrößtes Brückenbauwerk Sachsens.
Oswaldtalbrücke ⊙

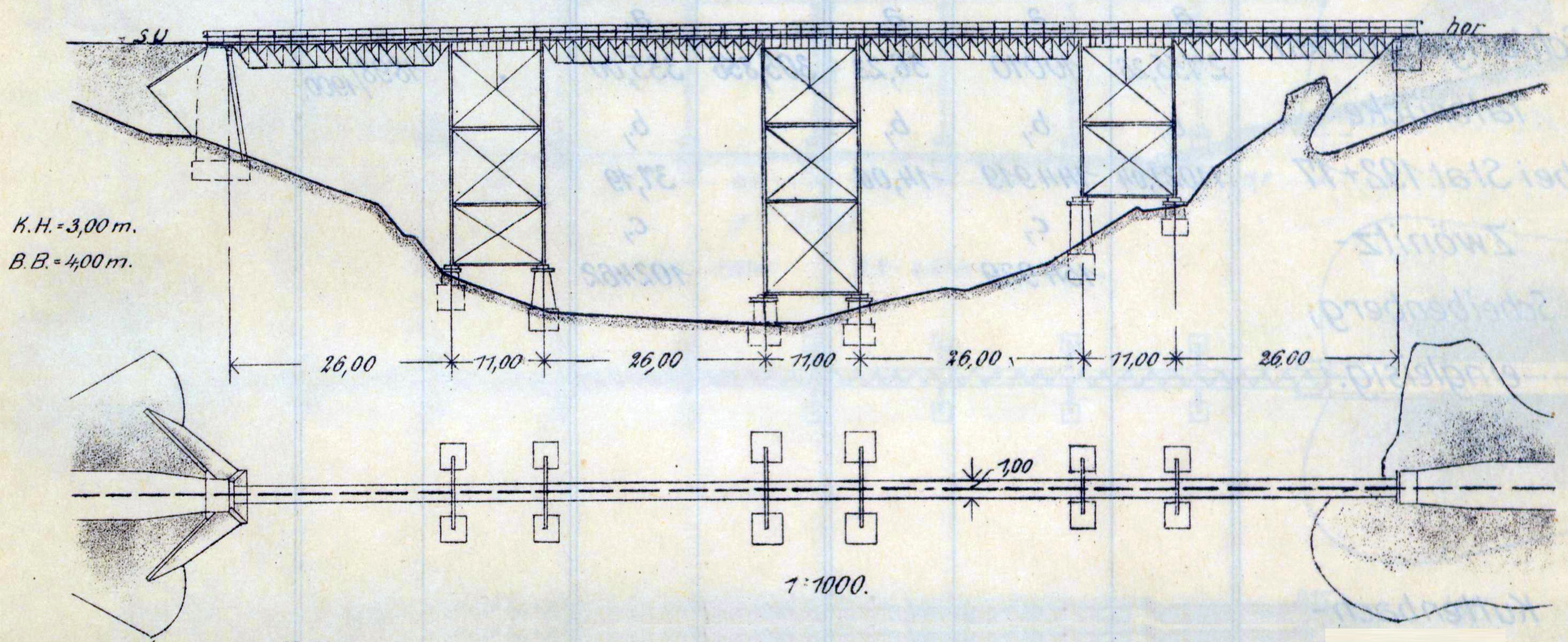
Zeichnung der Oswaldtalbrücke

Sie wurde auch Flösselbrücke genannt. Sie stand am Streckenkilometer 14,626, hatte eine Länge von 136,00 m und eine Höhe von 34,60 m, die größte Spannweite betrug 26,0 m. Sie wurde von der Firma Königin-Marien-Hütte Cainsdorf erbaut, kostete 202 830,63 Mark und war im Februar 1900 fertiggestellt.
Schlangenbachbrücke ⊙
Sie wurde Schlangenbachtalbrücke oder auch Stadtbadbrücke genannt. Sie stand am Streckenkilometer 19,240, hatte eine Länge von 134,00 m und eine Höhe von 21,20 m, die größte Spannweite betrug 15,0 m. Sie wurde von der Firma Königin-Marien-Hütte Cainsdorf erbaut, kostete 154 929,21 Mark und war im Oktober 1899 fertiggestellt. An der Brücke befand sich für Wartungs- und Messarbeiten eine fahrbahre Plattform.
Langklotzbrücke ⊙
Sie wurde auch Hermannsdorfer Brücke genannt. Sie stand am Streckenkilometer 20,910, hatte eine Länge von 119,00 m und eine Höhe von 13,00 m, die größte Spannweite betrug 15,0 m. Sie wurde von der Firma Königin-Marien-Hütte Cainsdorf erbaut, kostete 128 937,75 Mark und war im Juni 1899 fertiggestellt. An der Brücke befand sich für Wartungs- und Messarbeiten eine fahrbahre Plattform.

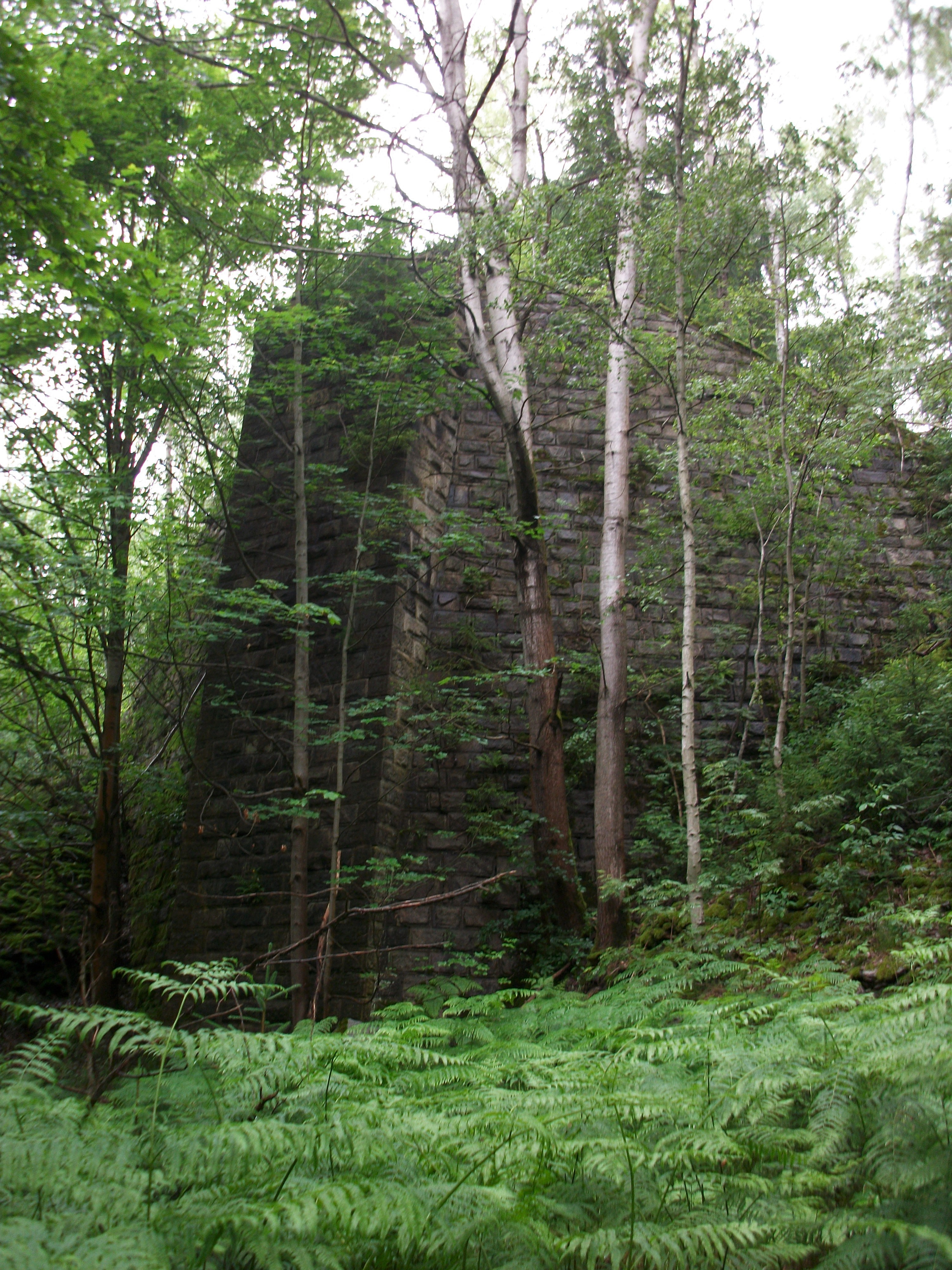
Kuttenbachtalviadukt, Widerlager (Zwönitzer Seite) (2021)
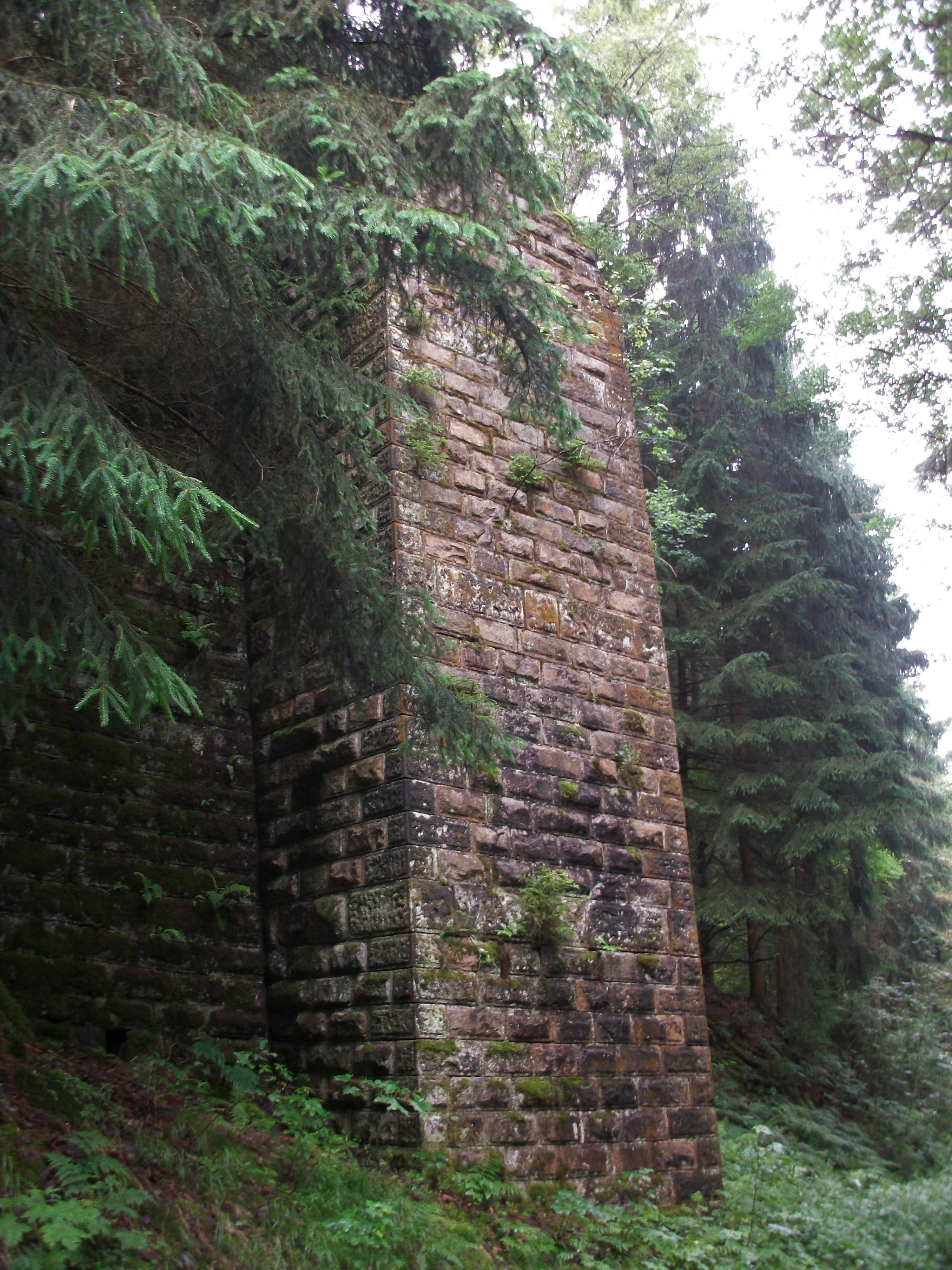
Kuttenbachtalviadukt, Widerlager (Scheibenberger Seite) (2021)
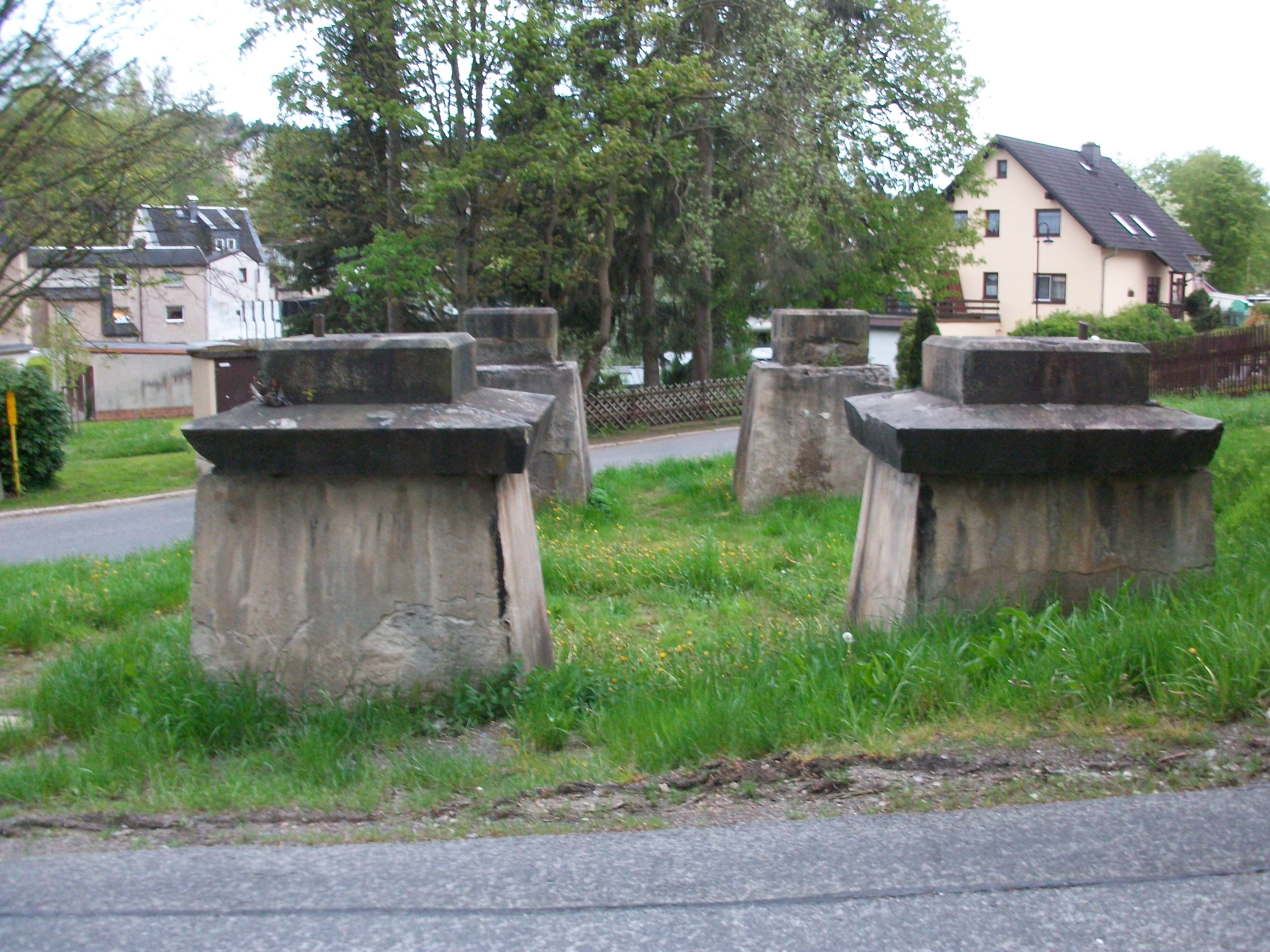
Viadukt Grünhain, Fundamente (2021)
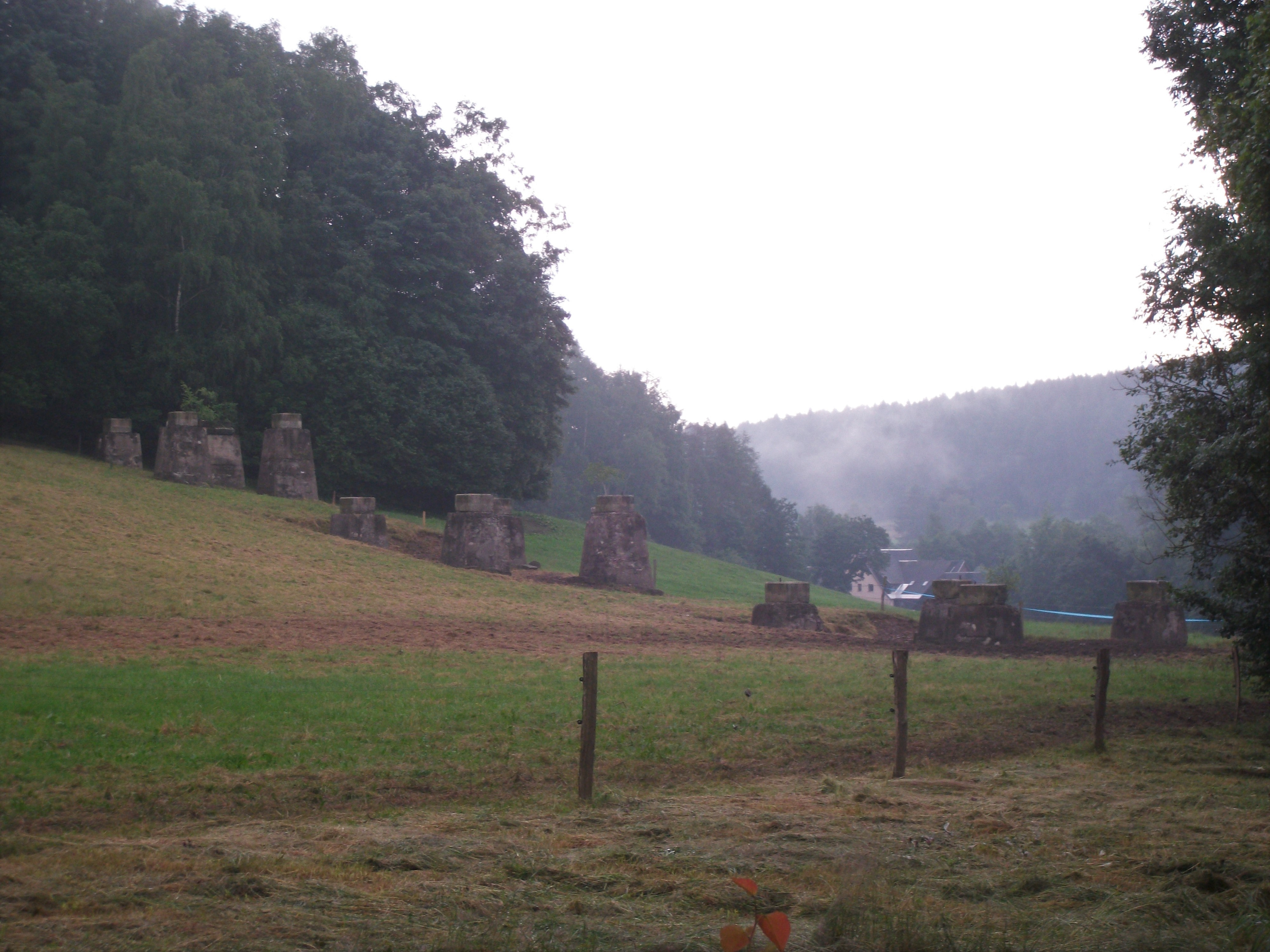
Viadukt Göckeritztal, Pfeiler (2021)
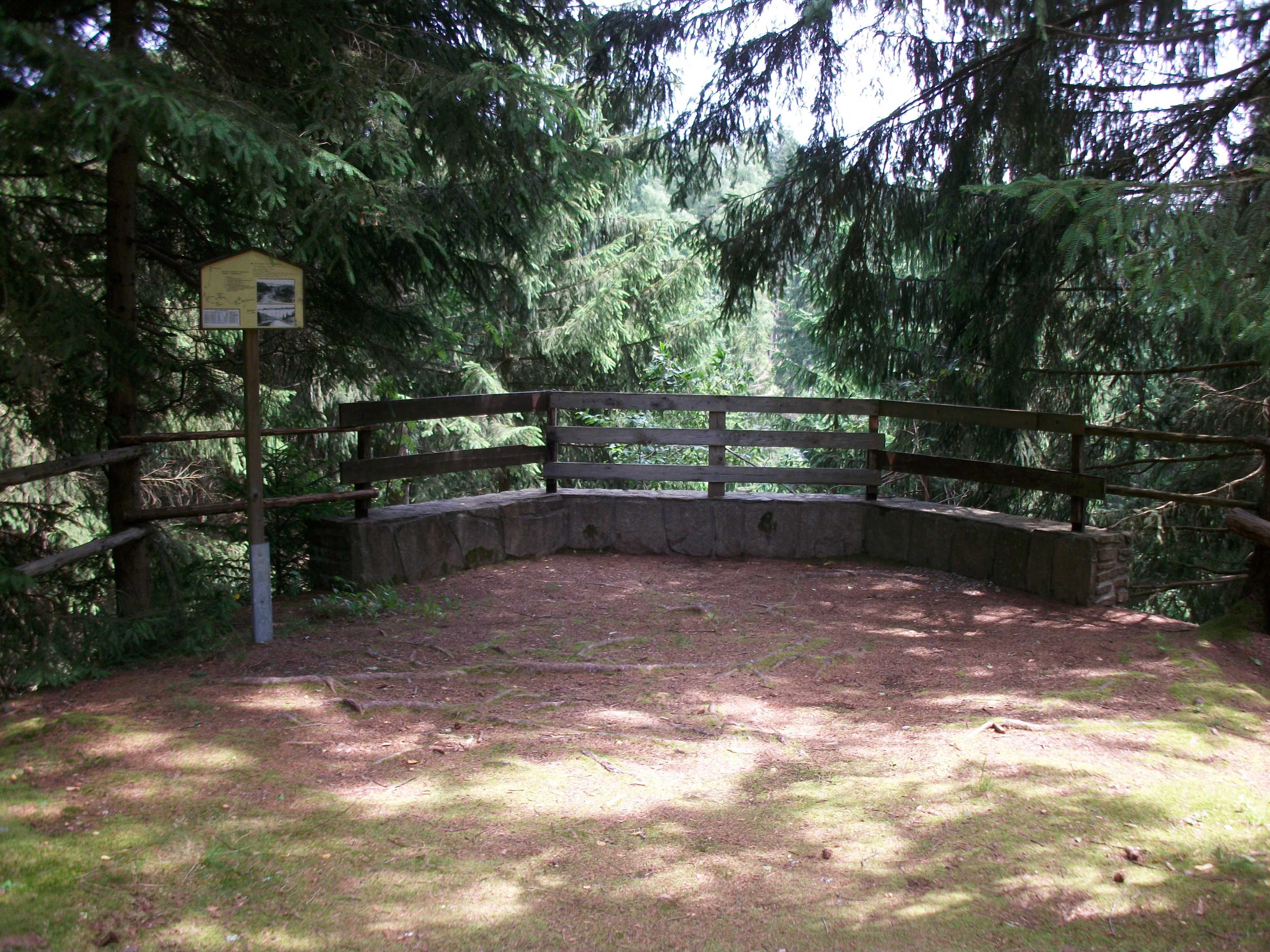
Oswaldtalbrücke, Widerlager (Grünhainer Seite)
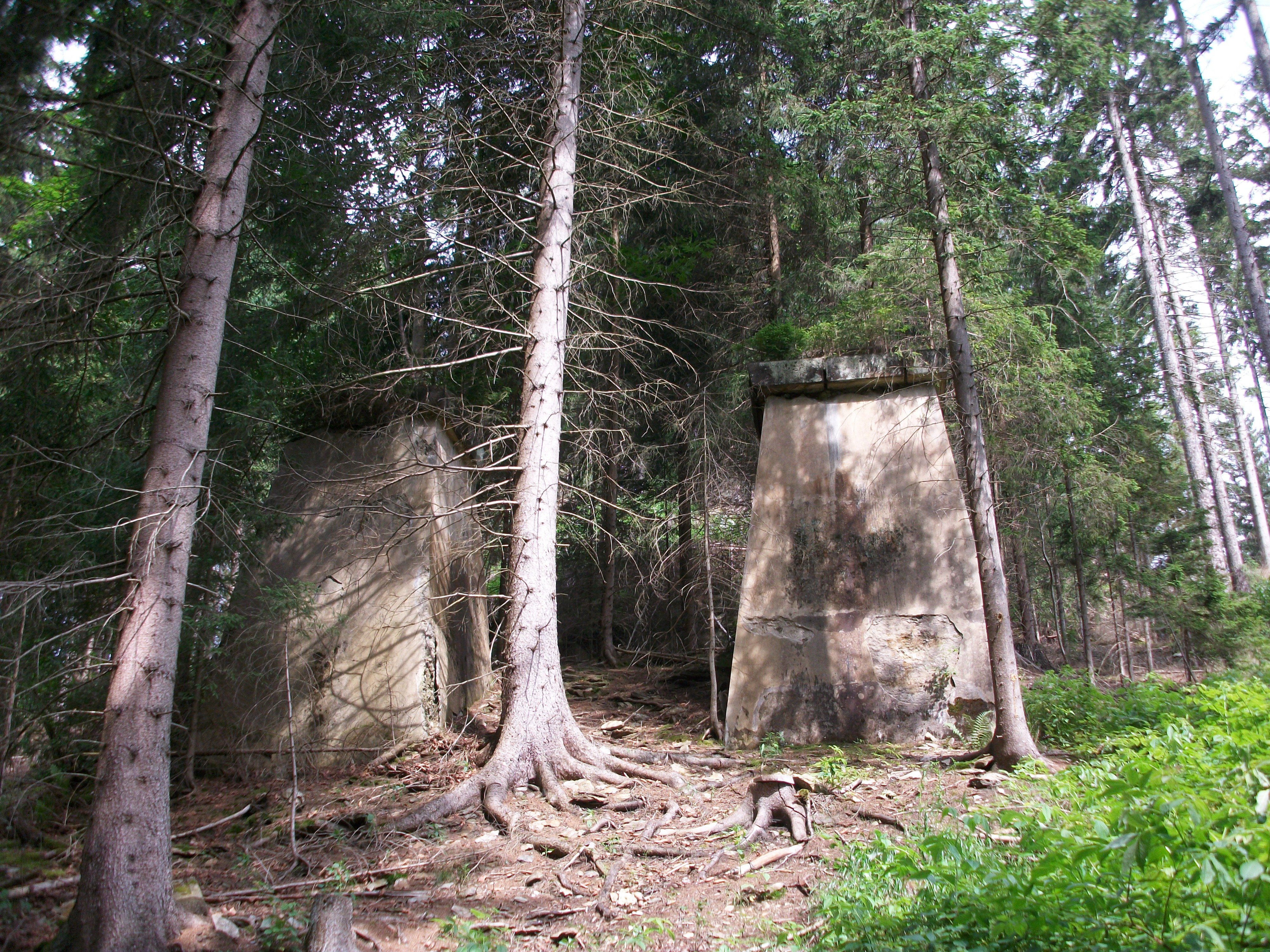
Oswaldtalbrücke, Mittelpfeiler
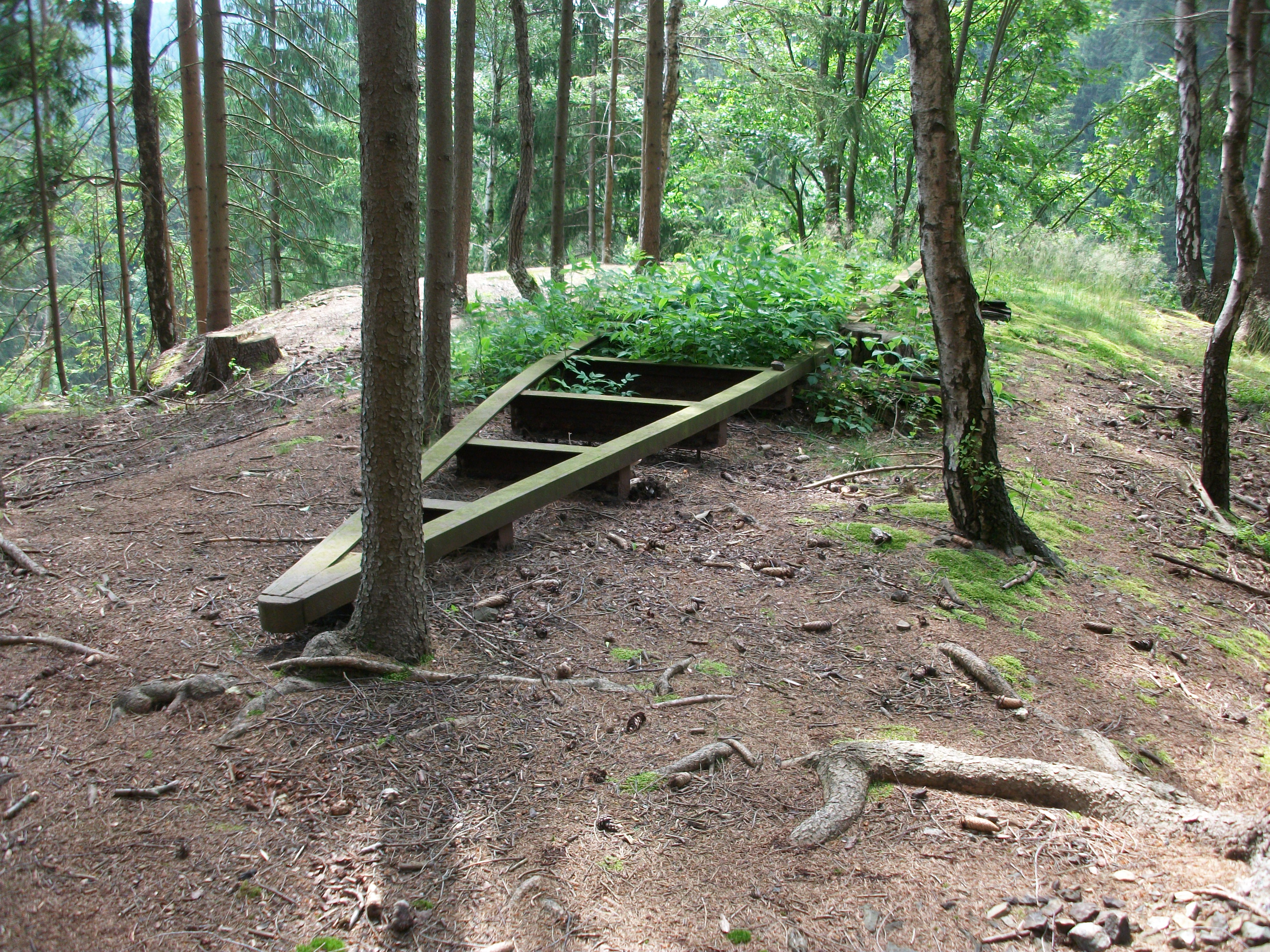
Oswaldtalbrücke, Fangschiene

## Weiteres
Die Lage des Bahnhofs Beierfeld war für die Frankonia AG im Ort äußerst ungünstig. Aufgrund des großen Gefälles der Zufahrtsstraße zum Ort gestaltete sich insbesondere der Versand von Waren schwierig. 1917 wurde daher die Frankonia-Seilbahn errichtet. welche das Fabrikgelände direkt mit der Anschlussstelle bei km 9,795 an der Strecke verband.